# Llista d'asteroides (324001-325000)
Llista d'asteroides del 324.001 al 325.000, amb data de descoberta i descobridor. És un fragment de la llista d'asteroides completa. Als asteroides se'ls dona un número quan es confirma la seva òrbita, per tant apareixen llistats aproximadament segons la data de descobriment.

## 324001-324100
| Nom    | Designació provisional | Data de descobriment   | Lloc de descobriment | Descobridor/s     |
| ------ | ---------------------- | ---------------------- | -------------------- | ----------------- |
| 324001 | 2005 UB274             | 24 d'octubre de 2005   | Palomar              | NEAT              |
| 324002 | 2005 UL288             | 26 d'octubre de 2005   | Kitt Peak            | Spacewatch        |
| 324003 | 2005 UV288             | 26 d'octubre de 2005   | Kitt Peak            | Spacewatch        |
| 324004 | 2005 UL290             | 26 d'octubre de 2005   | Kitt Peak            | Spacewatch        |
| 324005 | 2005 UU291             | 26 d'octubre de 2005   | Kitt Peak            | Spacewatch        |
| 324006 | 2005 UK296             | 26 d'octubre de 2005   | Kitt Peak            | Spacewatch        |
| 324007 | 2005 UL299             | 26 d'octubre de 2005   | Kitt Peak            | Spacewatch        |
| 324008 | 2005 UG302             | 26 d'octubre de 2005   | Kitt Peak            | Spacewatch        |
| 324009 | 2005 UO303             | 26 d'octubre de 2005   | Kitt Peak            | Spacewatch        |
| 324010 | 2005 UB309             | 28 d'octubre de 2005   | Mount Lemmon         | Mt. Lemmon Survey |
| 324011 | 2005 UV309             | 28 d'octubre de 2005   | Mount Lemmon         | Mt. Lemmon Survey |
| 324012 | 2005 UO312             | 29 d'octubre de 2005   | Catalina             | CSS               |
| 324013 | 2005 UO313             | 27 d'octubre de 2005   | Socorro              | LINEAR            |
| 324014 | 2005 UZ324             | 29 d'octubre de 2005   | Mount Lemmon         | Mt. Lemmon Survey |
| 324015 | 2005 UW330             | 28 d'octubre de 2005   | Mount Lemmon         | Mt. Lemmon Survey |
| 324016 | 2005 UV348             | 23 d'octubre de 2005   | Palomar              | NEAT              |
| 324017 | 2005 UT349             | 27 d'octubre de 2005   | Socorro              | LINEAR            |
| 324018 | 2005 UE352             | 29 d'octubre de 2005   | Catalina             | CSS               |
| 324019 | 2005 UW368             | 27 d'octubre de 2005   | Kitt Peak            | Spacewatch        |
| 324020 | 2005 UF376             | 27 d'octubre de 2005   | Kitt Peak            | Spacewatch        |
| 324021 | 2005 UB378             | 28 d'octubre de 2005   | Mount Lemmon         | Mt. Lemmon Survey |
| 324022 | 2005 UH381             | 29 d'octubre de 2005   | Mount Lemmon         | Mt. Lemmon Survey |
| 324023 | 2005 UO383             | 27 d'octubre de 2005   | Kitt Peak            | Spacewatch        |
| 324024 | 2005 UV389             | 29 d'octubre de 2005   | Mount Lemmon         | Mt. Lemmon Survey |
| 324025 | 2005 UB402             | 27 d'octubre de 2005   | Mount Lemmon         | Mt. Lemmon Survey |
| 324026 | 2005 UB405             | 29 d'octubre de 2005   | Mount Lemmon         | Mt. Lemmon Survey |
| 324027 | 2005 UF414             | 25 d'octubre de 2005   | Kitt Peak            | Spacewatch        |
| 324028 | 2005 UM422             | 27 d'octubre de 2005   | Mount Lemmon         | Mt. Lemmon Survey |
| 324029 | 2005 UY428             | 28 d'octubre de 2005   | Mount Lemmon         | Mt. Lemmon Survey |
| 324030 | 2005 UJ432             | 28 d'octubre de 2005   | Kitt Peak            | Spacewatch        |
| 324031 | 2005 UN436             | 31 d'octubre de 2005   | Kitt Peak            | Spacewatch        |
| 324032 | 2005 UW438             | 28 d'octubre de 2005   | Socorro              | LINEAR            |
| 324033 | 2005 UD440             | 29 d'octubre de 2005   | Catalina             | CSS               |
| 324034 | 2005 UA442             | 29 d'octubre de 2005   | Catalina             | CSS               |
| 324035 | 2005 US442             | 30 d'octubre de 2005   | Kitt Peak            | Spacewatch        |
| 324036 | 2005 UZ446             | 29 d'octubre de 2005   | Catalina             | CSS               |
| 324037 | 2005 UN455             | 29 d'octubre de 2005   | Catalina             | CSS               |
| 324038 | 2005 UM479             | 29 d'octubre de 2005   | Mount Lemmon         | Mt. Lemmon Survey |
| 324039 | 2005 UE480             | 30 d'octubre de 2005   | Catalina             | CSS               |
| 324040 | 2005 UX481             | 20 d'octubre de 2005   | Palomar              | NEAT              |
| 324041 | 2005 UK495             | 26 d'octubre de 2005   | Anderson Mesa        | LONEOS            |
| 324042 | 2005 UZ495             | 26 d'octubre de 2005   | Anderson Mesa        | LONEOS            |
| 324043 | 2005 UZ511             | 28 d'octubre de 2005   | Mount Lemmon         | Mt. Lemmon Survey |
| 324044 | 2005 US516             | 25 d'octubre de 2005   | Apache Point         | A. C. Becker      |
| 324045 | 2005 UO525             | 25 d'octubre de 2005   | Kitt Peak            | Spacewatch        |
| 324046 | 2005 UJ527             | 27 d'octubre de 2005   | Mount Lemmon         | Mt. Lemmon Survey |
| 324047 | 2005 VZ                | 3 de novembre de 2005  | Socorro              | LINEAR            |
| 324048 | 2005 VR2               | 1 de novembre de 2005  | Kitt Peak            | Spacewatch        |
| 324049 | 2005 VA26              | 3 de novembre de 2005  | Kitt Peak            | Spacewatch        |
| 324050 | 2005 VB28              | 4 de novembre de 2005  | Kitt Peak            | Spacewatch        |
| 324051 | 2005 VZ29              | 4 de novembre de 2005  | Kitt Peak            | Spacewatch        |
| 324052 | 2005 VD31              | 4 de novembre de 2005  | Kitt Peak            | Spacewatch        |
| 324053 | 2005 VS42              | 4 de novembre de 2005  | Catalina             | CSS               |
| 324054 | 2005 VA53              | 3 de novembre de 2005  | Mount Lemmon         | Mt. Lemmon Survey |
| 324055 | 2005 VZ53              | 25 d'octubre de 2005   | Kitt Peak            | Spacewatch        |
| 324056 | 2005 VU56              | 4 de novembre de 2005  | Kitt Peak            | Spacewatch        |
| 324057 | 2005 VG58              | 5 de novembre de 2005  | Kitt Peak            | Spacewatch        |
| 324058 | 2005 VH59              | 5 de novembre de 2005  | Kitt Peak            | Spacewatch        |
| 324059 | 2005 VX60              | 5 de novembre de 2005  | Kitt Peak            | Spacewatch        |
| 324060 | 2005 VC61              | 5 de novembre de 2005  | Catalina             | CSS               |
| 324061 | 2005 VM61              | 5 de novembre de 2005  | Catalina             | CSS               |
| 324062 | 2005 VF63              | 1 de novembre de 2005  | Mount Lemmon         | Mt. Lemmon Survey |
| 324063 | 2005 VK66              | 1 de novembre de 2005  | Mount Lemmon         | Mt. Lemmon Survey |
| 324064 | 2005 VT77              | 6 de novembre de 2005  | Kitt Peak            | Spacewatch        |
| 324065 | 2005 VB87              | 6 de novembre de 2005  | Kitt Peak            | Spacewatch        |
| 324066 | 2005 VL97              | 5 de novembre de 2005  | Kitt Peak            | Spacewatch        |
| 324067 | 2005 VM97              | 5 de novembre de 2005  | Kitt Peak            | Spacewatch        |
| 324068 | 2005 VY123             | 12 de novembre de 2005 | Kitt Peak            | Spacewatch        |
| 324069 | 2005 VC124             | 5 de novembre de 2005  | Catalina             | CSS               |
| 324070 | 2005 WK1               | 21 de novembre de 2005 | Socorro              | LINEAR            |
| 324071 | 2005 WA26              | 30 d'octubre de 2005   | Mount Lemmon         | Mt. Lemmon Survey |
| 324072 | 2005 WL26              | 21 de novembre de 2005 | Kitt Peak            | Spacewatch        |
| 324073 | 2005 WA27              | 21 de novembre de 2005 | Kitt Peak            | Spacewatch        |
| 324074 | 2005 WX30              | 21 de novembre de 2005 | Kitt Peak            | Spacewatch        |
| 324075 | 2005 WH43              | 21 de novembre de 2005 | Kitt Peak            | Spacewatch        |
| 324076 | 2005 WR49              | 25 de novembre de 2005 | Mount Lemmon         | Mt. Lemmon Survey |
| 324077 | 2005 WU58              | 30 de novembre de 2005 | Socorro              | LINEAR            |
| 324078 | 2005 WZ67              | 22 de novembre de 2005 | Kitt Peak            | Spacewatch        |
| 324079 | 2005 WD75              | 25 de novembre de 2005 | Kitt Peak            | Spacewatch        |
| 324080 | 2005 WP75              | 25 de novembre de 2005 | Kitt Peak            | Spacewatch        |
| 324081 | 2005 WL87              | 28 de novembre de 2005 | Mount Lemmon         | Mt. Lemmon Survey |
| 324082 | 2005 WJ90              | 28 de novembre de 2005 | Socorro              | LINEAR            |
| 324083 | 2005 WW94              | 26 de novembre de 2005 | Kitt Peak            | Spacewatch        |
| 324084 | 2005 WY100             | 22 de novembre de 2005 | Kitt Peak            | Spacewatch        |
| 324085 | 2005 WJ102             | 29 de novembre de 2005 | Mount Lemmon         | Mt. Lemmon Survey |
| 324086 | 2005 WU102             | 25 de novembre de 2005 | Catalina             | CSS               |
| 324087 | 2005 WS114             | 28 de novembre de 2005 | Catalina             | CSS               |
| 324088 | 2005 WJ121             | 30 de novembre de 2005 | Mount Lemmon         | Mt. Lemmon Survey |
| 324089 | 2005 WC122             | 30 de novembre de 2005 | Mount Lemmon         | Mt. Lemmon Survey |
| 324090 | 2005 WR123             | 25 de novembre de 2005 | Mount Lemmon         | Mt. Lemmon Survey |
| 324091 | 2005 WQ125             | 25 de novembre de 2005 | Mount Lemmon         | Mt. Lemmon Survey |
| 324092 | 2005 WX140             | 26 de novembre de 2005 | Mount Lemmon         | Mt. Lemmon Survey |
| 324093 | 2005 WB142             | 29 de novembre de 2005 | Kitt Peak            | Spacewatch        |
| 324094 | 2005 WY144             | 25 de novembre de 2005 | Kitt Peak            | Spacewatch        |
| 324095 | 2005 WB153             | 29 de novembre de 2005 | Kitt Peak            | Spacewatch        |
| 324096 | 2005 WT153             | 29 de novembre de 2005 | Palomar              | NEAT              |
| 324097 | 2005 WX162             | 28 de novembre de 2005 | Mount Lemmon         | Mt. Lemmon Survey |
| 324098 | 2005 WJ164             | 29 de novembre de 2005 | Mount Lemmon         | Mt. Lemmon Survey |
| 324099 | 2005 WR187             | 29 de novembre de 2005 | Catalina             | CSS               |
| 324100 | 2005 WD195             | 30 de novembre de 2005 | Socorro              | LINEAR            |

## 324101-324200
| Nom    | Designació provisional | Data de descobriment   | Lloc de descobriment | Descobridor/s     |
| ------ | ---------------------- | ---------------------- | -------------------- | ----------------- |
| 324101 | 2005 WA203             | 30 de novembre de 2005 | Kitt Peak            | Spacewatch        |
| 324102 | 2005 XJ12              | 1 de desembre de 2005  | Kitt Peak            | Spacewatch        |
| 324103 | 2005 XK20              | 2 de desembre de 2005  | Kitt Peak            | Spacewatch        |
| 324104 | 2005 XD23              | 2 de desembre de 2005  | Mount Lemmon         | Mt. Lemmon Survey |
| 324105 | 2005 XE30              | 1 de desembre de 2005  | Mount Lemmon         | Mt. Lemmon Survey |
| 324106 | 2005 XB51              | 2 de desembre de 2005  | Kitt Peak            | Spacewatch        |
| 324107 | 2005 XE52              | 2 de desembre de 2005  | Kitt Peak            | Spacewatch        |
| 324108 | 2005 XS57              | 1 de desembre de 2005  | Mount Lemmon         | Mt. Lemmon Survey |
| 324109 | 2005 XL68              | 6 de desembre de 2005  | Kitt Peak            | Spacewatch        |
| 324110 | 2005 XX73              | 6 de desembre de 2005  | Kitt Peak            | Spacewatch        |
| 324111 | 2005 XO77              | 2 de desembre de 2005  | Mount Lemmon         | Mt. Lemmon Survey |
| 324112 | 2005 XF84              | 7 de desembre de 2005  | Catalina             | CSS               |
| 324113 | 2005 XX89              | 8 de desembre de 2005  | Kitt Peak            | Spacewatch        |
| 324114 | 2005 XU109             | 1 de desembre de 2005  | Kitt Peak            | M. W. Buie        |
| 324115 | 2005 XL116             | 5 de desembre de 2005  | Kitt Peak            | Spacewatch        |
| 324116 | 2005 YU7               | 22 de desembre de 2005 | Kitt Peak            | Spacewatch        |
| 324117 | 2005 YN14              | 22 de desembre de 2005 | Kitt Peak            | Spacewatch        |
| 324118 | 2005 YO16              | 22 de desembre de 2005 | Kitt Peak            | Spacewatch        |
| 324119 | 2005 YG17              | 23 de desembre de 2005 | Kitt Peak            | Spacewatch        |
| 324120 | 2005 YP18              | 23 de desembre de 2005 | Kitt Peak            | Spacewatch        |
| 324121 | 2005 YT18              | 23 de desembre de 2005 | Kitt Peak            | Spacewatch        |
| 324122 | 2005 YE30              | 25 de desembre de 2005 | Kitt Peak            | Spacewatch        |
| 324123 | 2005 YF31              | 22 de desembre de 2005 | Kitt Peak            | Spacewatch        |
| 324124 | 2005 YC32              | 22 de desembre de 2005 | Kitt Peak            | Spacewatch        |
| 324125 | 2005 YD33              | 1 de novembre de 2005  | Mount Lemmon         | Mt. Lemmon Survey |
| 324126 | 2005 YR38              | 22 de desembre de 2005 | Catalina             | CSS               |
| 324127 | 2005 YY39              | 22 de desembre de 2005 | Kitt Peak            | Spacewatch        |
| 324128 | 2005 YY46              | 25 de desembre de 2005 | Kitt Peak            | Spacewatch        |
| 324129 | 2005 YX52              | 30 de setembre de 2005 | Mount Lemmon         | Mt. Lemmon Survey |
| 324130 | 2005 YL54              | 25 de desembre de 2005 | Kitt Peak            | Spacewatch        |
| 324131 | 2005 YA55              | 25 de desembre de 2005 | Kitt Peak            | Spacewatch        |
| 324132 | 2005 YY55              | 21 de desembre de 2005 | Kitt Peak            | Spacewatch        |
| 324133 | 2005 YA60              | 22 de desembre de 2005 | Kitt Peak            | Spacewatch        |
| 324134 | 2005 YQ65              | 25 de desembre de 2005 | Kitt Peak            | Spacewatch        |
| 324135 | 2005 YZ66              | 25 de desembre de 2005 | Kitt Peak            | Spacewatch        |
| 324136 | 2005 YD85              | 25 de desembre de 2005 | Mount Lemmon         | Mt. Lemmon Survey |
| 324137 | 2005 YH86              | 2 de desembre de 2005  | Mount Lemmon         | Mt. Lemmon Survey |
| 324138 | 2005 YM86              | 1 de novembre de 2005  | Mount Lemmon         | Mt. Lemmon Survey |
| 324139 | 2005 YY87              | 25 de desembre de 2005 | Mount Lemmon         | Mt. Lemmon Survey |
| 324140 | 2005 YX89              | 26 de desembre de 2005 | Mount Lemmon         | Mt. Lemmon Survey |
| 324141 | 2005 YR91              | 26 de desembre de 2005 | Mount Lemmon         | Mt. Lemmon Survey |
| 324142 | 2005 YF92              | 27 de desembre de 2005 | Mount Lemmon         | Mt. Lemmon Survey |
| 324143 | 2005 YE112             | 25 de desembre de 2005 | Mount Lemmon         | Mt. Lemmon Survey |
| 324144 | 2005 YH117             | 25 de desembre de 2005 | Kitt Peak            | Spacewatch        |
| 324145 | 2005 YZ123             | 25 de desembre de 2005 | Kitt Peak            | Spacewatch        |
| 324146 | 2005 YP125             | 26 de desembre de 2005 | Kitt Peak            | Spacewatch        |
| 324147 | 2005 YP142             | 28 de desembre de 2005 | Mount Lemmon         | Mt. Lemmon Survey |
| 324148 | 2005 YY152             | 27 d'octubre de 2005   | Mount Lemmon         | Mt. Lemmon Survey |
| 324149 | 2005 YL153             | 29 de desembre de 2005 | Catalina             | CSS               |
| 324150 | 2005 YU162             | 27 de desembre de 2005 | Mount Lemmon         | Mt. Lemmon Survey |
| 324151 | 2005 YG167             | 27 de desembre de 2005 | Kitt Peak            | Spacewatch        |
| 324152 | 2005 YH168             | 29 de desembre de 2005 | Kitt Peak            | Spacewatch        |
| 324153 | 2005 YV168             | 29 de desembre de 2005 | Palomar              | NEAT              |
| 324154 | 2005 YN176             | 22 de desembre de 2005 | Kitt Peak            | Spacewatch        |
| 324155 | 2005 YE177             | 22 de desembre de 2005 | Kitt Peak            | Spacewatch        |
| 324156 | 2005 YZ178             | 25 de desembre de 2005 | Mount Lemmon         | Mt. Lemmon Survey |
| 324157 | 2005 YC190             | 30 de desembre de 2005 | Kitt Peak            | Spacewatch        |
| 324158 | 2005 YY192             | 30 de desembre de 2005 | Kitt Peak            | Spacewatch        |
| 324159 | 2005 YF199             | 25 de desembre de 2005 | Mount Lemmon         | Mt. Lemmon Survey |
| 324160 | 2005 YO201             | 24 de desembre de 2005 | Kitt Peak            | Spacewatch        |
| 324161 | 2005 YH205             | 30 de novembre de 2005 | Mount Lemmon         | Mt. Lemmon Survey |
| 324162 | 2005 YV210             | 24 de desembre de 2005 | Catalina             | CSS               |
| 324163 | 2005 YP251             | 28 de desembre de 2005 | Kitt Peak            | Spacewatch        |
| 324164 | 2005 YZ255             | 30 de desembre de 2005 | Kitt Peak            | Spacewatch        |
| 324165 | 2005 YT264             | 25 de desembre de 2005 | Kitt Peak            | Spacewatch        |
| 324166 | 2005 YS268             | 25 de desembre de 2005 | Kitt Peak            | Spacewatch        |
| 324167 | 2005 YM270             | 27 de desembre de 2005 | Mount Lemmon         | Mt. Lemmon Survey |
| 324168 | 2005 YD278             | 25 de desembre de 2005 | Mount Lemmon         | Mt. Lemmon Survey |
| 324169 | 2005 YK283             | 27 de desembre de 2005 | Kitt Peak            | Spacewatch        |
| 324170 | 2005 YS284             | 28 de desembre de 2005 | Kitt Peak            | Spacewatch        |
| 324171 | 2006 AJ                | 2 de gener de 2006     | Socorro              | LINEAR            |
| 324172 | 2006 AC4               | 29 de desembre de 2005 | Palomar              | NEAT              |
| 324173 | 2006 AM7               | 5 de gener de 2006     | Catalina             | CSS               |
| 324174 | 2006 AX10              | 28 de desembre de 2005 | Kitt Peak            | Spacewatch        |
| 324175 | 2006 AU14              | 5 de gener de 2006     | Mount Lemmon         | Mt. Lemmon Survey |
| 324176 | 2006 AN20              | 5 de gener de 2006     | Catalina             | CSS               |
| 324177 | 2006 AV25              | 5 de gener de 2006     | Kitt Peak            | Spacewatch        |
| 324178 | 2006 AD26              | 1 de desembre de 2005  | Mount Lemmon         | Mt. Lemmon Survey |
| 324179 | 2006 AA27              | 5 de gener de 2006     | Kitt Peak            | Spacewatch        |
| 324180 | 2006 AX34              | 4 de gener de 2006     | Mount Lemmon         | Mt. Lemmon Survey |
| 324181 | 2006 AC35              | 4 de gener de 2006     | Kitt Peak            | Spacewatch        |
| 324182 | 2006 AX36              | 4 de gener de 2006     | Kitt Peak            | Spacewatch        |
| 324183 | 2006 AU37              | 4 de gener de 2006     | Kitt Peak            | Spacewatch        |
| 324184 | 2006 AT41              | 5 de gener de 2006     | Kitt Peak            | Spacewatch        |
| 324185 | 2006 AT48              | 24 de desembre de 2005 | Kitt Peak            | Spacewatch        |
| 324186 | 2006 AS49              | 5 de gener de 2006     | Kitt Peak            | Spacewatch        |
| 324187 | 2006 AU58              | 4 de gener de 2006     | Kitt Peak            | Spacewatch        |
| 324188 | 2006 AJ61              | 5 de gener de 2006     | Kitt Peak            | Spacewatch        |
| 324189 | 2006 AV62              | 25 de desembre de 2005 | Kitt Peak            | Spacewatch        |
| 324190 | 2006 AN63              | 6 de gener de 2006     | Mount Lemmon         | Mt. Lemmon Survey |
| 324191 | 2006 AX65              | 8 de gener de 2006     | Kitt Peak            | Spacewatch        |
| 324192 | 2006 AZ66              | 9 de gener de 2006     | Kitt Peak            | Spacewatch        |
| 324193 | 2006 AJ67              | 9 de gener de 2006     | Kitt Peak            | Spacewatch        |
| 324194 | 2006 AN68              | 5 de gener de 2006     | Mount Lemmon         | Mt. Lemmon Survey |
| 324195 | 2006 AW68              | 29 de desembre de 2005 | Kitt Peak            | Spacewatch        |
| 324196 | 2006 AN70              | 6 de gener de 2006     | Kitt Peak            | Spacewatch        |
| 324197 | 2006 AG72              | 6 de gener de 2006     | Mount Lemmon         | Mt. Lemmon Survey |
| 324198 | 2006 AL73              | 8 de gener de 2006     | Mount Lemmon         | Mt. Lemmon Survey |
| 324199 | 2006 AE78              | 8 de gener de 2006     | Mount Lemmon         | Mt. Lemmon Survey |
| 324200 | 2006 AV79              | 6 de gener de 2006     | Anderson Mesa        | LONEOS            |

## 324201-324300
| Nom    | Designació provisional | Data de descobriment  | Lloc de descobriment | Descobridor/s     |
| ------ | ---------------------- | --------------------- | -------------------- | ----------------- |
| 324201 | 2006 AB81              | 9 de gener de 2006    | Kitt Peak            | Spacewatch        |
| 324202 | 2006 AF85              | 6 de gener de 2006    | Catalina             | CSS               |
| 324203 | 2006 AE89              | 5 de gener de 2006    | Mount Lemmon         | Mt. Lemmon Survey |
| 324204 | 2006 AT91              | 7 de gener de 2006    | Mount Lemmon         | Mt. Lemmon Survey |
| 324205 | 2006 AC96              | 12 de gener de 2006   | Palomar              | NEAT              |
| 324206 | 2006 AW97              | 6 de gener de 2006    | Catalina             | CSS               |
| 324207 | 2006 AO102             | 7 de gener de 2006    | Mount Lemmon         | Mt. Lemmon Survey |
| 324208 | 2006 AS103             | 7 de gener de 2006    | Mauna Kea            | P. A. Wiegert     |
| 324209 | 2006 BQ2               | 20 de gener de 2006   | Catalina             | CSS               |
| 324210 | 2006 BN10              | 20 de gener de 2006   | Kitt Peak            | Spacewatch        |
| 324211 | 2006 BJ19              | 22 de gener de 2006   | Mount Lemmon         | Mt. Lemmon Survey |
| 324212 | 2006 BY23              | 23 de gener de 2006   | Catalina             | CSS               |
| 324213 | 2006 BR27              | 22 de gener de 2006   | Mount Lemmon         | Mt. Lemmon Survey |
| 324214 | 2006 BC31              | 20 de gener de 2006   | Kitt Peak            | Spacewatch        |
| 324215 | 2006 BH33              | 21 de gener de 2006   | Kitt Peak            | Spacewatch        |
| 324216 | 2006 BM33              | 21 de gener de 2006   | Kitt Peak            | Spacewatch        |
| 324217 | 2006 BF39              | 24 de gener de 2006   | Nyukasa              | Nyukasa           |
| 324218 | 2006 BO41              | 22 de gener de 2006   | Mount Lemmon         | Mt. Lemmon Survey |
| 324219 | 2006 BA44              | 23 de gener de 2006   | Kitt Peak            | Spacewatch        |
| 324220 | 2006 BP51              | 25 de gener de 2006   | Kitt Peak            | Spacewatch        |
| 324221 | 2006 BM56              | 22 de gener de 2006   | Catalina             | CSS               |
| 324222 | 2006 BK60              | 26 de gener de 2006   | Kitt Peak            | Spacewatch        |
| 324223 | 2006 BG61              | 22 de gener de 2006   | Catalina             | CSS               |
| 324224 | 2006 BV68              | 23 de gener de 2006   | Kitt Peak            | Spacewatch        |
| 324225 | 2006 BB71              | 23 de gener de 2006   | Kitt Peak            | Spacewatch        |
| 324226 | 2006 BW78              | 23 de gener de 2006   | Kitt Peak            | Spacewatch        |
| 324227 | 2006 BE93              | 26 de gener de 2006   | Kitt Peak            | Spacewatch        |
| 324228 | 2006 BR100             | 29 de gener de 2006   | Marly                | Observatoire Naef |
| 324229 | 2006 BY100             | 23 de gener de 2006   | Kitt Peak            | Spacewatch        |
| 324230 | 2006 BH108             | 25 de gener de 2006   | Kitt Peak            | Spacewatch        |
| 324231 | 2006 BA111             | 25 de gener de 2006   | Kitt Peak            | Spacewatch        |
| 324232 | 2006 BO113             | 25 de gener de 2006   | Kitt Peak            | Spacewatch        |
| 324233 | 2006 BQ115             | 26 de gener de 2006   | Kitt Peak            | Spacewatch        |
| 324234 | 2006 BH119             | 26 de gener de 2006   | Kitt Peak            | Spacewatch        |
| 324235 | 2006 BH121             | 26 de gener de 2006   | Kitt Peak            | Spacewatch        |
| 324236 | 2006 BP121             | 26 de gener de 2006   | Mount Lemmon         | Mt. Lemmon Survey |
| 324237 | 2006 BJ128             | 26 de gener de 2006   | Kitt Peak            | Spacewatch        |
| 324238 | 2006 BG131             | 26 de gener de 2006   | Kitt Peak            | Spacewatch        |
| 324239 | 2006 BB135             | 27 de gener de 2006   | Mount Lemmon         | Mt. Lemmon Survey |
| 324240 | 2006 BZ153             | 25 de gener de 2006   | Anderson Mesa        | LONEOS            |
| 324241 | 2006 BJ155             | 25 de gener de 2006   | Kitt Peak            | Spacewatch        |
| 324242 | 2006 BA161             | 26 de gener de 2006   | Kitt Peak            | Spacewatch        |
| 324243 | 2006 BC162             | 26 de gener de 2006   | Catalina             | CSS               |
| 324244 | 2006 BJ162             | 7 d'octubre de 2005   | Mauna Kea            | A. Boattini       |
| 324245 | 2006 BR164             | 26 de gener de 2006   | Kitt Peak            | Spacewatch        |
| 324246 | 2006 BJ169             | 26 de gener de 2006   | Mount Lemmon         | Mt. Lemmon Survey |
| 324247 | 2006 BW169             | 26 de gener de 2006   | Kitt Peak            | Spacewatch        |
| 324248 | 2006 BD172             | 27 de gener de 2006   | Kitt Peak            | Spacewatch        |
| 324249 | 2006 BG177             | 27 de gener de 2006   | Kitt Peak            | Spacewatch        |
| 324250 | 2006 BX181             | 27 de gener de 2006   | Mount Lemmon         | Mt. Lemmon Survey |
| 324251 | 2006 BC184             | 28 de gener de 2006   | Mount Lemmon         | Mt. Lemmon Survey |
| 324252 | 2006 BT184             | 28 de gener de 2006   | Mount Lemmon         | Mt. Lemmon Survey |
| 324253 | 2006 BM185             | 28 de gener de 2006   | Mount Lemmon         | Mt. Lemmon Survey |
| 324254 | 2006 BE189             | 28 de gener de 2006   | Kitt Peak            | Spacewatch        |
| 324255 | 2006 BQ203             | 31 de gener de 2006   | Kitt Peak            | Spacewatch        |
| 324256 | 2006 BZ210             | 31 de gener de 2006   | Catalina             | CSS               |
| 324257 | 2006 BH211             | 31 de gener de 2006   | Kitt Peak            | Spacewatch        |
| 324258 | 2006 BH212             | 31 de gener de 2006   | Kitt Peak            | Spacewatch        |
| 324259 | 2006 BZ214             | 24 de gener de 2006   | Anderson Mesa        | LONEOS            |
| 324260 | 2006 BT217             | 29 de gener de 2006   | Catalina             | CSS               |
| 324261 | 2006 BQ226             | 30 de gener de 2006   | Catalina             | CSS               |
| 324262 | 2006 BV226             | 30 de gener de 2006   | Kitt Peak            | Spacewatch        |
| 324263 | 2006 BN232             | 31 de gener de 2006   | Kitt Peak            | Spacewatch        |
| 324264 | 2006 BN239             | 4 de febrer de 1995   | Kitt Peak            | Spacewatch        |
| 324265 | 2006 BO243             | 29 de març de 2001    | Kitt Peak            | Spacewatch        |
| 324266 | 2006 BR262             | 31 de gener de 2006   | Kitt Peak            | Spacewatch        |
| 324267 | 2006 BC265             | 31 de gener de 2006   | Kitt Peak            | Spacewatch        |
| 324268 | 2006 BM274             | 30 de gener de 2006   | Kitt Peak            | Spacewatch        |
| 324269 | 2006 BT274             | 23 de gener de 2006   | Kitt Peak            | Spacewatch        |
| 324270 | 2006 BB275             | 26 de gener de 2006   | Mount Lemmon         | Mt. Lemmon Survey |
| 324271 | 2006 BG278             | 22 de gener de 2006   | Mount Lemmon         | Mt. Lemmon Survey |
| 324272 | 2006 BV278             | 25 de gener de 2006   | Kitt Peak            | Spacewatch        |
| 324273 | 2006 BS283             | 22 de gener de 2006   | Mount Lemmon         | Mt. Lemmon Survey |
| 324274 | 2006 CT2               | 23 de gener de 2006   | Mount Lemmon         | Mt. Lemmon Survey |
| 324275 | 2006 CH10              | 4 de febrer de 2006   | Wrightwood           | J. W. Young       |
| 324276 | 2006 CF12              | 1 de febrer de 2006   | Kitt Peak            | Spacewatch        |
| 324277 | 2006 CA26              | 2 de febrer de 2006   | Kitt Peak            | Spacewatch        |
| 324278 | 2006 CQ37              | 2 de febrer de 2006   | Mount Lemmon         | Mt. Lemmon Survey |
| 324279 | 2006 CE39              | 2 de febrer de 2006   | Kitt Peak            | Spacewatch        |
| 324280 | 2006 CE45              | 3 de febrer de 2006   | Kitt Peak            | Spacewatch        |
| 324281 | 2006 CV48              | 3 de febrer de 2006   | Kitt Peak            | Spacewatch        |
| 324282 | 2006 CU49              | 3 de febrer de 2006   | Socorro              | LINEAR            |
| 324283 | 2006 CM54              | 4 de febrer de 2006   | Mount Lemmon         | Mt. Lemmon Survey |
| 324284 | 2006 CJ59              | 6 de febrer de 2006   | Kitt Peak            | Spacewatch        |
| 324285 | 2006 CG61              | 21 de març de 2001    | Anderson Mesa        | LONEOS            |
| 324286 | 2006 CA62              | 7 de desembre de 2005 | Catalina             | CSS               |
| 324287 | 2006 DO                | 20 de febrer de 2006  | Vicques              | M. Ory            |
| 324288 | 2006 DV9               | 21 de febrer de 2006  | Catalina             | CSS               |
| 324289 | 2006 DE15              | 20 de febrer de 2006  | Kitt Peak            | Spacewatch        |
| 324290 | 2006 DG15              | 20 de febrer de 2006  | Kitt Peak            | Spacewatch        |
| 324291 | 2006 DV26              | 20 de febrer de 2006  | Kitt Peak            | Spacewatch        |
| 324292 | 2006 DK41              | 23 de febrer de 2006  | Anderson Mesa        | LONEOS            |
| 324293 | 2006 DV45              | 20 de febrer de 2006  | Kitt Peak            | Spacewatch        |
| 324294 | 2006 DY46              | 20 de febrer de 2006  | Mount Lemmon         | Mt. Lemmon Survey |
| 324295 | 2006 DT55              | 24 de febrer de 2006  | Mount Lemmon         | Mt. Lemmon Survey |
| 324296 | 2006 DL56              | 24 de febrer de 2006  | Mount Lemmon         | Mt. Lemmon Survey |
| 324297 | 2006 DA57              | 24 de febrer de 2006  | Mount Lemmon         | Mt. Lemmon Survey |
| 324298 | 2006 DC71              | 21 de febrer de 2006  | Kitt Peak            | Spacewatch        |
| 324299 | 2006 DC77              | 24 de febrer de 2006  | Kitt Peak            | Spacewatch        |
| 324300 | 2006 DR84              | 24 de febrer de 2006  | Kitt Peak            | Spacewatch        |

## 324301-324400
| Nom    | Designació provisional | Data de descobriment   | Lloc de descobriment | Descobridor/s        |
| ------ | ---------------------- | ---------------------- | -------------------- | -------------------- |
| 324301 | 2006 DG98              | 25 de febrer de 2006   | Kitt Peak            | Spacewatch           |
| 324302 | 2006 DT101             | 25 de febrer de 2006   | Kitt Peak            | Spacewatch           |
| 324303 | 2006 DK111             | 27 de febrer de 2006   | Kitt Peak            | Spacewatch           |
| 324304 | 2006 DP118             | 28 de febrer de 2006   | Mount Lemmon         | Mt. Lemmon Survey    |
| 324305 | 2006 DL123             | 24 de febrer de 2006   | Mount Lemmon         | Mt. Lemmon Survey    |
| 324306 | 2006 DD132             | 25 de febrer de 2006   | Kitt Peak            | Spacewatch           |
| 324307 | 2006 DR141             | 26 de març de 1995     | Kitt Peak            | Spacewatch           |
| 324308 | 2006 DG153             | 25 de febrer de 2006   | Mount Lemmon         | Mt. Lemmon Survey    |
| 324309 | 2006 DV181             | 27 de febrer de 2006   | Kitt Peak            | Spacewatch           |
| 324310 | 2006 DQ184             | 27 de febrer de 2006   | Mount Lemmon         | Mt. Lemmon Survey    |
| 324311 | 2006 DR187             | 27 de febrer de 2006   | Kitt Peak            | Spacewatch           |
| 324312 | 2006 DZ190             | 27 de febrer de 2006   | Kitt Peak            | Spacewatch           |
| 324313 | 2006 DA195             | 28 de febrer de 2006   | Mount Lemmon         | Mt. Lemmon Survey    |
| 324314 | 2006 DF196             | 22 de febrer de 2006   | Catalina             | CSS                  |
| 324315 | 2006 DR198             | 27 de febrer de 2006   | Catalina             | CSS                  |
| 324316 | 2006 DZ199             | 24 de febrer de 2006   | Anderson Mesa        | LONEOS               |
| 324317 | 2006 EP52              | 5 de març de 2006      | Kitt Peak            | Spacewatch           |
| 324318 | 2006 FY11              | 23 de març de 2006     | Kitt Peak            | Spacewatch           |
| 324319 | 2006 GG20              | 2 d'abril de 2006      | Kitt Peak            | Spacewatch           |
| 324320 | 2006 GS48              | 9 d'abril de 2006      | Kitt Peak            | Spacewatch           |
| 324321 | 2006 HS50              | 26 d'abril de 2006     | Mount Lemmon         | Mt. Lemmon Survey    |
| 324322 | 2006 HB62              | 24 d'abril de 2006     | Kitt Peak            | Spacewatch           |
| 324323 | 2006 HL90              | 26 d'abril de 2006     | Kitt Peak            | Spacewatch           |
| 324324 | 2006 HP92              | 29 d'abril de 2006     | Kitt Peak            | Spacewatch           |
| 324325 | 2006 HZ144             | 27 d'abril de 2006     | Cerro Tololo         | M. W. Buie           |
| 324326 | 2006 HL147             | 27 d'abril de 2006     | Cerro Tololo         | M. W. Buie           |
| 324327 | 2006 JB72              | 1 de maig de 2006      | Mauna Kea            | P. A. Wiegert        |
| 324328 | 2006 KM61              | 22 de maig de 2006     | Kitt Peak            | Spacewatch           |
| 324329 | 2006 KU71              | 22 de maig de 2006     | Kitt Peak            | Spacewatch           |
| 324330 | 2006 OG1               | 18 de juliol de 2006   | Lulin                | LUSS                 |
| 324331 | 2006 OE12              | 21 de juliol de 2006   | Catalina             | CSS                  |
| 324332 | 2006 OR12              | 18 de juliol de 2006   | Siding Spring        | Siding Spring Survey |
| 324333 | 2006 OW16              | 21 de juliol de 2006   | Mount Lemmon         | Mt. Lemmon Survey    |
| 324334 | 2006 PO                | 5 d'agost de 2006      | Pla D'Arguines       | R. Ferrando          |
| 324335 | 2006 PG5               | 12 d'agost de 2006     | Palomar              | NEAT                 |
| 324336 | 2006 PC11              | 13 d'agost de 2006     | Palomar              | NEAT                 |
| 324337 | 2006 PV13              | 14 d'agost de 2006     | Siding Spring        | Siding Spring Survey |
| 324338 | 2006 PZ14              | 15 d'agost de 2006     | Palomar              | NEAT                 |
| 324339 | 2006 PO16              | 15 d'agost de 2006     | Palomar              | NEAT                 |
| 324340 | 2006 PB21              | 15 d'agost de 2006     | Palomar              | NEAT                 |
| 324341 | 2006 PN26              | 15 d'agost de 2006     | Palomar              | NEAT                 |
| 324342 | 2006 PB27              | 15 d'agost de 2006     | Palomar              | NEAT                 |
| 324343 | 2006 QV2               | 17 d'agost de 2006     | Palomar              | NEAT                 |
| 324344 | 2006 QH10              | 19 d'agost de 2006     | Reedy Creek          | J. Broughton         |
| 324345 | 2006 QZ11              | 16 d'agost de 2006     | Siding Spring        | Siding Spring Survey |
| 324346 | 2006 QQ16              | 17 d'agost de 2006     | Palomar              | NEAT                 |
| 324347 | 2006 QR18              | 17 d'agost de 2006     | Palomar              | NEAT                 |
| 324348 | 2006 QW24              | 17 d'agost de 2006     | Palomar              | NEAT                 |
| 324349 | 2006 QQ31              | 17 d'agost de 2006     | Palomar              | NEAT                 |
| 324350 | 2006 QZ33              | 24 d'agost de 2006     | Pla D'Arguines       | R. Ferrando          |
| 324351 | 2006 QY35              | 17 d'agost de 2006     | Palomar              | NEAT                 |
| 324352 | 2006 QC38              | 16 d'agost de 2006     | Siding Spring        | Siding Spring Survey |
| 324353 | 2006 QR55              | 22 d'agost de 2006     | Palomar              | NEAT                 |
| 324354 | 2006 QJ57              | 25 d'agost de 2006     | Mayhill              | A. Lowe              |
| 324355 | 2006 QA61              | 21 d'agost de 2006     | Socorro              | LINEAR               |
| 324356 | 2006 QU80              | 24 d'agost de 2006     | Socorro              | LINEAR               |
| 324357 | 2006 QB81              | 24 d'agost de 2006     | Palomar              | NEAT                 |
| 324358 | 2006 QB100             | 24 d'agost de 2006     | Socorro              | LINEAR               |
| 324359 | 2006 QL106             | 28 d'agost de 2006     | Catalina             | CSS                  |
| 324360 | 2006 QG108             | 28 d'agost de 2006     | Catalina             | CSS                  |
| 324361 | 2006 QV114             | 27 d'agost de 2006     | Anderson Mesa        | LONEOS               |
| 324362 | 2006 QE116             | 27 d'agost de 2006     | Anderson Mesa        | LONEOS               |
| 324363 | 2006 QF116             | 27 d'agost de 2006     | Anderson Mesa        | LONEOS               |
| 324364 | 2006 QO121             | 29 d'agost de 2006     | Catalina             | CSS                  |
| 324365 | 2006 QD129             | 17 d'agost de 2006     | Palomar              | NEAT                 |
| 324366 | 2006 QC134             | 24 d'agost de 2006     | Socorro              | LINEAR               |
| 324367 | 2006 QY139             | 18 d'agost de 2006     | Palomar              | NEAT                 |
| 324368 | 2006 QZ165             | 29 d'agost de 2006     | Catalina             | CSS                  |
| 324369 | 2006 QF166             | 29 d'agost de 2006     | Catalina             | CSS                  |
| 324370 | 2006 QV167             | 30 d'agost de 2006     | Anderson Mesa        | LONEOS               |
| 324371 | 2006 QH183             | 28 d'agost de 2006     | Anderson Mesa        | LONEOS               |
| 324372 | 2006 RW2               | 12 de setembre de 2006 | Socorro              | LINEAR               |
| 324373 | 2006 RA4               | 12 de setembre de 2006 | Catalina             | CSS                  |
| 324374 | 2006 RE9               | 12 de setembre de 2006 | Catalina             | CSS                  |
| 324375 | 2006 RN11              | 12 de setembre de 2006 | Catalina             | CSS                  |
| 324376 | 2006 RY17              | 14 de setembre de 2006 | Palomar              | NEAT                 |
| 324377 | 2006 RZ27              | 14 de setembre de 2006 | Catalina             | CSS                  |
| 324378 | 2006 RO33              | 11 de setembre de 2006 | Catalina             | CSS                  |
| 324379 | 2006 RY35              | 14 de setembre de 2006 | Catalina             | CSS                  |
| 324380 | 2006 RW37              | 12 de setembre de 2006 | Catalina             | CSS                  |
| 324381 | 2006 RB53              | 14 de setembre de 2006 | Kitt Peak            | Spacewatch           |
| 324382 | 2006 RH59              | 15 de setembre de 2006 | Kitt Peak            | Spacewatch           |
| 324383 | 2006 RS78              | 15 de setembre de 2006 | Kitt Peak            | Spacewatch           |
| 324384 | 2006 RJ88              | 15 de setembre de 2006 | Kitt Peak            | Spacewatch           |
| 324385 | 2006 RN90              | 15 de setembre de 2006 | Kitt Peak            | Spacewatch           |
| 324386 | 2006 RL95              | 15 de setembre de 2006 | Kitt Peak            | Spacewatch           |
| 324387 | 2006 RR96              | 15 de setembre de 2006 | Kitt Peak            | Spacewatch           |
| 324388 | 2006 RH112             | 14 de setembre de 2006 | Mauna Kea            | J. Masiero           |
| 324389 | 2006 SV3               | 16 de setembre de 2006 | Catalina             | CSS                  |
| 324390 | 2006 SM18              | 17 de setembre de 2006 | Kitt Peak            | Spacewatch           |
| 324391 | 2006 SD21              | 16 de setembre de 2006 | Anderson Mesa        | LONEOS               |
| 324392 | 2006 SO22              | 17 de setembre de 2006 | Anderson Mesa        | LONEOS               |
| 324393 | 2006 SD31              | 17 de setembre de 2006 | Kitt Peak            | Spacewatch           |
| 324394 | 2006 SH36              | 17 de setembre de 2006 | Anderson Mesa        | LONEOS               |
| 324395 | 2006 SB43              | 18 de setembre de 2006 | Kitt Peak            | Spacewatch           |
| 324396 | 2006 SR53              | 16 de setembre de 2006 | Catalina             | CSS                  |
| 324397 | 2006 SP55              | 18 de setembre de 2006 | Catalina             | CSS                  |
| 324398 | 2006 SX88              | 18 de setembre de 2006 | Kitt Peak            | Spacewatch           |
| 324399 | 2006 SU91              | 18 de setembre de 2006 | Kitt Peak            | Spacewatch           |
| 324400 | 2006 SQ108             | 19 de setembre de 2006 | Kitt Peak            | Spacewatch           |

## 324401-324500
| Nom    | Designació provisional | Data de descobriment   | Lloc de descobriment | Descobridor/s         |
| ------ | ---------------------- | ---------------------- | -------------------- | --------------------- |
| 324401 | 2006 SZ122             | 19 de setembre de 2006 | Catalina             | CSS                   |
| 324402 | 2006 SM150             | 19 de setembre de 2006 | Kitt Peak            | Spacewatch            |
| 324403 | 2006 SM151             | 19 de setembre de 2006 | Kitt Peak            | Spacewatch            |
| 324404 | 2006 SE155             | 22 de setembre de 2006 | Socorro              | LINEAR                |
| 324405 | 2006 ST160             | 23 de setembre de 2006 | Kitt Peak            | Spacewatch            |
| 324406 | 2006 SP185             | 25 de setembre de 2006 | Kitt Peak            | Spacewatch            |
| 324407 | 2006 SB197             | 26 de setembre de 2006 | Mount Lemmon         | Mt. Lemmon Survey     |
| 324408 | 2006 SH200             | 24 de setembre de 2006 | Kitt Peak            | Spacewatch            |
| 324409 | 2006 SE202             | 24 de setembre de 2006 | Kitt Peak            | Spacewatch            |
| 324410 | 2006 SY216             | 27 de setembre de 2006 | Kitt Peak            | Spacewatch            |
| 324411 | 2006 SE217             | 28 de setembre de 2006 | Vail-Jarnac          | Jarnac                |
| 324412 | 2006 SL219             | 15 de setembre de 2006 | Kitt Peak            | Spacewatch            |
| 324413 | 2006 SH242             | 26 de setembre de 2006 | Kitt Peak            | Spacewatch            |
| 324414 | 2006 SM247             | 26 de setembre de 2006 | Mount Lemmon         | Mt. Lemmon Survey     |
| 324415 | 2006 ST265             | 26 de setembre de 2006 | Kitt Peak            | Spacewatch            |
| 324416 | 2006 SN280             | 29 de setembre de 2006 | Anderson Mesa        | LONEOS                |
| 324417 | 2006 SS290             | 27 de setembre de 2006 | Moletai              | Moletai               |
| 324418 | 2006 SX305             | 27 de setembre de 2006 | Kitt Peak            | Spacewatch            |
| 324419 | 2006 SE307             | 27 de setembre de 2006 | Kitt Peak            | Spacewatch            |
| 324420 | 2006 SD315             | 27 de setembre de 2006 | Kitt Peak            | Spacewatch            |
| 324421 | 2006 SM320             | 27 de setembre de 2006 | Kitt Peak            | Spacewatch            |
| 324422 | 2006 SN320             | 27 de setembre de 2006 | Kitt Peak            | Spacewatch            |
| 324423 | 2006 SD323             | 27 de setembre de 2006 | Kitt Peak            | Spacewatch            |
| 324424 | 2006 SC325             | 27 de setembre de 2006 | Kitt Peak            | Spacewatch            |
| 324425 | 2006 SZ350             | 30 de setembre de 2006 | Catalina             | CSS                   |
| 324426 | 2006 SX354             | 30 de setembre de 2006 | Mount Lemmon         | Mt. Lemmon Survey     |
| 324427 | 2006 SR358             | 30 de setembre de 2006 | Catalina             | CSS                   |
| 324428 | 2006 SD360             | 30 de setembre de 2006 | Mount Lemmon         | Mt. Lemmon Survey     |
| 324429 | 2006 SF372             | 18 de setembre de 2006 | Catalina             | CSS                   |
| 324430 | 2006 SL393             | 28 de setembre de 2006 | Mount Lemmon         | Mt. Lemmon Survey     |
| 324431 | 2006 SY403             | 30 de setembre de 2006 | Mount Lemmon         | Mt. Lemmon Survey     |
| 324432 | 2006 SL408             | 30 de setembre de 2006 | Mount Lemmon         | Mt. Lemmon Survey     |
| 324433 | 2006 SP408             | 30 de setembre de 2006 | Mount Lemmon         | Mt. Lemmon Survey     |
| 324434 | 2006 ST409             | 19 de setembre de 2006 | Kitt Peak            | Spacewatch            |
| 324435 | 2006 TA2               | 1 d'octubre de 2006    | Kitt Peak            | Spacewatch            |
| 324436 | 2006 TO8               | 4 d'octubre de 2006    | Mount Lemmon         | Mt. Lemmon Survey     |
| 324437 | 2006 TX21              | 11 d'octubre de 2006   | Kitt Peak            | Spacewatch            |
| 324438 | 2006 TP29              | 12 d'octubre de 2006   | Kitt Peak            | Spacewatch            |
| 324439 | 2006 TU30              | 12 d'octubre de 2006   | Kitt Peak            | Spacewatch            |
| 324440 | 2006 TU33              | 26 de setembre de 2006 | Mount Lemmon         | Mt. Lemmon Survey     |
| 324441 | 2006 TB38              | 12 d'octubre de 2006   | Kitt Peak            | Spacewatch            |
| 324442 | 2006 TY50              | 12 d'octubre de 2006   | Kitt Peak            | Spacewatch            |
| 324443 | 2006 TJ54              | 12 d'octubre de 2006   | Palomar              | NEAT                  |
| 324444 | 2006 TS69              | 11 d'octubre de 2006   | Palomar              | NEAT                  |
| 324445 | 2006 TW75              | 11 d'octubre de 2006   | Palomar              | NEAT                  |
| 324446 | 2006 TK79              | 12 d'octubre de 2006   | Kitt Peak            | Spacewatch            |
| 324447 | 2006 TR82              | 13 d'octubre de 2006   | Kitt Peak            | Spacewatch            |
| 324448 | 2006 TU93              | 15 d'octubre de 2006   | Kitt Peak            | Spacewatch            |
| 324449 | 2006 TR101             | 15 d'octubre de 2006   | Kitt Peak            | Spacewatch            |
| 324450 | 2006 TR102             | 15 d'octubre de 2006   | Kitt Peak            | Spacewatch            |
| 324451 | 2006 TA107             | 11 d'octubre de 2006   | Palomar              | NEAT                  |
| 324452 | 2006 TE124             | 2 d'octubre de 2006    | Mount Lemmon         | Mt. Lemmon Survey     |
| 324453 | 2006 TH124             | 2 d'octubre de 2006    | Mount Lemmon         | Mt. Lemmon Survey     |
| 324454 | 2006 TV124             | 4 d'octubre de 2006    | Mount Lemmon         | Mt. Lemmon Survey     |
| 324455 | 2006 UH1               | 16 d'octubre de 2006   | Piszkesteto          | K. Sarneczky, Z. Kuli |
| 324456 | 2006 UE8               | 16 d'octubre de 2006   | Catalina             | CSS                   |
| 324457 | 2006 UH8               | 16 d'octubre de 2006   | Catalina             | CSS                   |
| 324458 | 2006 UR8               | 16 d'octubre de 2006   | Catalina             | CSS                   |
| 324459 | 2006 UZ9               | 16 d'octubre de 2006   | Kitt Peak            | Spacewatch            |
| 324460 | 2006 UJ16              | 17 d'octubre de 2006   | Mount Lemmon         | Mt. Lemmon Survey     |
| 324461 | 2006 UP16              | 17 d'octubre de 2006   | Mount Lemmon         | Mt. Lemmon Survey     |
| 324462 | 2006 UJ20              | 16 d'octubre de 2006   | Kitt Peak            | Spacewatch            |
| 324463 | 2006 UR26              | 16 d'octubre de 2006   | Kitt Peak            | Spacewatch            |
| 324464 | 2006 UW26              | 16 d'octubre de 2006   | Kitt Peak            | Spacewatch            |
| 324465 | 2006 UB33              | 16 d'octubre de 2006   | Kitt Peak            | Spacewatch            |
| 324466 | 2006 UT42              | 16 d'octubre de 2006   | Kitt Peak            | Spacewatch            |
| 324467 | 2006 UP43              | 16 d'octubre de 2006   | Kitt Peak            | Spacewatch            |
| 324468 | 2006 UU53              | 17 d'octubre de 2006   | Mount Lemmon         | Mt. Lemmon Survey     |
| 324469 | 2006 UC55              | 17 d'octubre de 2006   | Mount Lemmon         | Mt. Lemmon Survey     |
| 324470 | 2006 UU69              | 16 d'octubre de 2006   | Catalina             | CSS                   |
| 324471 | 2006 UN73              | 17 d'octubre de 2006   | Kitt Peak            | Spacewatch            |
| 324472 | 2006 UZ82              | 17 d'octubre de 2006   | Kitt Peak            | Spacewatch            |
| 324473 | 2006 UC88              | 17 d'octubre de 2006   | Kitt Peak            | Spacewatch            |
| 324474 | 2006 UZ89              | 17 d'octubre de 2006   | Kitt Peak            | Spacewatch            |
| 324475 | 2006 UB92              | 18 d'octubre de 2006   | Kitt Peak            | Spacewatch            |
| 324476 | 2006 US95              | 18 d'octubre de 2006   | Kitt Peak            | Spacewatch            |
| 324477 | 2006 UU99              | 18 d'octubre de 2006   | Kitt Peak            | Spacewatch            |
| 324478 | 2006 UQ100             | 18 d'octubre de 2006   | Kitt Peak            | Spacewatch            |
| 324479 | 2006 UJ104             | 18 d'octubre de 2006   | Kitt Peak            | Spacewatch            |
| 324480 | 2006 UN104             | 18 d'octubre de 2006   | Kitt Peak            | Spacewatch            |
| 324481 | 2006 US108             | 18 d'octubre de 2006   | Kitt Peak            | Spacewatch            |
| 324482 | 2006 UK133             | 19 d'octubre de 2006   | Kitt Peak            | Spacewatch            |
| 324483 | 2006 UL135             | 19 d'octubre de 2006   | Kitt Peak            | Spacewatch            |
| 324484 | 2006 UO136             | 19 d'octubre de 2006   | Mount Lemmon         | Mt. Lemmon Survey     |
| 324485 | 2006 UA142             | 19 d'octubre de 2006   | Kitt Peak            | Spacewatch            |
| 324486 | 2006 UY142             | 19 d'octubre de 2006   | Kitt Peak            | Spacewatch            |
| 324487 | 2006 UL156             | 21 d'octubre de 2006   | Catalina             | CSS                   |
| 324488 | 2006 UD179             | 16 d'octubre de 2006   | Socorro              | LINEAR                |
| 324489 | 2006 UD202             | 22 d'octubre de 2006   | Kitt Peak            | Spacewatch            |
| 324490 | 2006 UH208             | 23 d'octubre de 2006   | Kitt Peak            | Spacewatch            |
| 324491 | 2006 UK210             | 23 d'octubre de 2006   | Kitt Peak            | Spacewatch            |
| 324492 | 2006 US232             | 21 d'octubre de 2006   | Palomar              | NEAT                  |
| 324493 | 2006 UO233             | 22 d'octubre de 2006   | Kitt Peak            | Spacewatch            |
| 324494 | 2006 UA235             | 22 d'octubre de 2006   | Mount Lemmon         | Mt. Lemmon Survey     |
| 324495 | 2006 UD248             | 27 d'octubre de 2006   | Mount Lemmon         | Mt. Lemmon Survey     |
| 324496 | 2006 UV260             | 20 d'octubre de 2006   | Kitt Peak            | Spacewatch            |
| 324497 | 2006 UN271             | 27 d'octubre de 2006   | Mount Lemmon         | Mt. Lemmon Survey     |
| 324498 | 2006 UM279             | 28 d'octubre de 2006   | Mount Lemmon         | Mt. Lemmon Survey     |
| 324499 | 2006 UG285             | 28 d'octubre de 2006   | Mount Lemmon         | Mt. Lemmon Survey     |
| 324500 | 2006 UJ285             | 28 d'octubre de 2006   | Mount Lemmon         | Mt. Lemmon Survey     |

## 324501-324600
| Nom    | Designació provisional | Data de descobriment   | Lloc de descobriment | Descobridor/s     |
| ------ | ---------------------- | ---------------------- | -------------------- | ----------------- |
| 324501 | 2006 UQ286             | 28 d'octubre de 2006   | Kitt Peak            | Spacewatch        |
| 324502 | 2006 UO288             | 21 d'octubre de 2006   | Kitt Peak            | Spacewatch        |
| 324503 | 2006 UY328             | 21 d'octubre de 2006   | Mount Lemmon         | Mt. Lemmon Survey |
| 324504 | 2006 UQ334             | 20 d'octubre de 2006   | Kitt Peak            | Spacewatch        |
| 324505 | 2006 UC346             | 17 d'octubre de 2006   | Catalina             | CSS               |
| 324506 | 2006 VZ5               | 10 de novembre de 2006 | Kitt Peak            | Spacewatch        |
| 324507 | 2006 VV20              | 9 de novembre de 2006  | Kitt Peak            | Spacewatch        |
| 324508 | 2006 VN29              | 10 de novembre de 2006 | Kitt Peak            | Spacewatch        |
| 324509 | 2006 VZ32              | 11 de novembre de 2006 | Catalina             | CSS               |
| 324510 | 2006 VG37              | 11 de novembre de 2006 | Catalina             | CSS               |
| 324511 | 2006 VH45              | 10 de novembre de 2006 | Kitt Peak            | Spacewatch        |
| 324512 | 2006 VD46              | 9 de novembre de 2006  | Kitt Peak            | Spacewatch        |
| 324513 | 2006 VD51              | 10 de novembre de 2006 | Kitt Peak            | Spacewatch        |
| 324514 | 2006 VH55              | 11 de novembre de 2006 | Kitt Peak            | Spacewatch        |
| 324515 | 2006 VS55              | 11 de novembre de 2006 | Kitt Peak            | Spacewatch        |
| 324516 | 2006 VV55              | 11 de novembre de 2006 | Kitt Peak            | Spacewatch        |
| 324517 | 2006 VV72              | 11 de novembre de 2006 | Mount Lemmon         | Mt. Lemmon Survey |
| 324518 | 2006 VW72              | 11 de novembre de 2006 | Mount Lemmon         | Mt. Lemmon Survey |
| 324519 | 2006 VC85              | 13 de novembre de 2006 | Kitt Peak            | Spacewatch        |
| 324520 | 2006 VS87              | 14 de novembre de 2006 | Catalina             | CSS               |
| 324521 | 2006 VS92              | 15 de novembre de 2006 | Kitt Peak            | Spacewatch        |
| 324522 | 2006 VJ101             | 11 de novembre de 2006 | Kitt Peak            | Spacewatch        |
| 324523 | 2006 VU106             | 13 de novembre de 2006 | Catalina             | CSS               |
| 324524 | 2006 VZ108             | 20 d'octubre de 2006   | Mount Lemmon         | Mt. Lemmon Survey |
| 324525 | 2006 VZ111             | 13 de novembre de 2006 | Palomar              | NEAT              |
| 324526 | 2006 VX113             | 13 de novembre de 2006 | Kitt Peak            | Spacewatch        |
| 324527 | 2006 VN119             | 14 de novembre de 2006 | Kitt Peak            | Spacewatch        |
| 324528 | 2006 VA128             | 15 de novembre de 2006 | Kitt Peak            | Spacewatch        |
| 324529 | 2006 VW135             | 15 de novembre de 2006 | Kitt Peak            | Spacewatch        |
| 324530 | 2006 VJ138             | 15 de novembre de 2006 | Kitt Peak            | Spacewatch        |
| 324531 | 2006 VD139             | 28 d'octubre de 2006   | Mount Lemmon         | Mt. Lemmon Survey |
| 324532 | 2006 VR144             | 15 de novembre de 2006 | Catalina             | CSS               |
| 324533 | 2006 VF146             | 15 de novembre de 2006 | Catalina             | CSS               |
| 324534 | 2006 VW168             | 11 de novembre de 2006 | Kitt Peak            | Spacewatch        |
| 324535 | 2006 VZ173             | 15 de novembre de 2006 | Catalina             | CSS               |
| 324536 | 2006 WW9               | 16 de novembre de 2006 | Mount Lemmon         | Mt. Lemmon Survey |
| 324537 | 2006 WL11              | 16 de novembre de 2006 | Socorro              | LINEAR            |
| 324538 | 2006 WG12              | 16 de novembre de 2006 | Mount Lemmon         | Mt. Lemmon Survey |
| 324539 | 2006 WA17              | 17 de novembre de 2006 | Socorro              | LINEAR            |
| 324540 | 2006 WT27              | 22 de novembre de 2006 | 7300                 | W. K. Y. Yeung    |
| 324541 | 2006 WM30              | 18 de novembre de 2006 | Mount Lemmon         | Mt. Lemmon Survey |
| 324542 | 2006 WZ34              | 16 de novembre de 2006 | Kitt Peak            | Spacewatch        |
| 324543 | 2006 WW41              | 16 de novembre de 2006 | Mount Lemmon         | Mt. Lemmon Survey |
| 324544 | 2006 WH42              | 16 de novembre de 2006 | Mount Lemmon         | Mt. Lemmon Survey |
| 324545 | 2006 WK44              | 16 de novembre de 2006 | Kitt Peak            | Spacewatch        |
| 324546 | 2006 WO48              | 16 de novembre de 2006 | Kitt Peak            | Spacewatch        |
| 324547 | 2006 WC50              | 16 de novembre de 2006 | Mount Lemmon         | Mt. Lemmon Survey |
| 324548 | 2006 WD57              | 16 de novembre de 2006 | Kitt Peak            | Spacewatch        |
| 324549 | 2006 WN64              | 17 de novembre de 2006 | Mount Lemmon         | Mt. Lemmon Survey |
| 324550 | 2006 WB68              | 17 de novembre de 2006 | Mount Lemmon         | Mt. Lemmon Survey |
| 324551 | 2006 WA69              | 17 de novembre de 2006 | Mount Lemmon         | Mt. Lemmon Survey |
| 324552 | 2006 WG78              | 18 de novembre de 2006 | Kitt Peak            | Spacewatch        |
| 324553 | 2006 WL80              | 18 de novembre de 2006 | Kitt Peak            | Spacewatch        |
| 324554 | 2006 WM82              | 18 de novembre de 2006 | Kitt Peak            | Spacewatch        |
| 324555 | 2006 WJ83              | 18 de novembre de 2006 | Socorro              | LINEAR            |
| 324556 | 2006 WP92              | 19 de novembre de 2006 | Kitt Peak            | Spacewatch        |
| 324557 | 2006 WZ97              | 19 de novembre de 2006 | Kitt Peak            | Spacewatch        |
| 324558 | 2006 WR98              | 19 de novembre de 2006 | Kitt Peak            | Spacewatch        |
| 324559 | 2006 WG102             | 19 de novembre de 2006 | Kitt Peak            | Spacewatch        |
| 324560 | 2006 WR109             | 19 de novembre de 2006 | Kitt Peak            | Spacewatch        |
| 324561 | 2006 WM111             | 19 de novembre de 2006 | Kitt Peak            | Spacewatch        |
| 324562 | 2006 WZ116             | 20 de novembre de 2006 | Mount Lemmon         | Mt. Lemmon Survey |
| 324563 | 2006 WC120             | 21 de novembre de 2006 | Mount Lemmon         | Mt. Lemmon Survey |
| 324564 | 2006 WP130             | 17 de novembre de 2006 | Catalina             | CSS               |
| 324565 | 2006 WD136             | 19 de novembre de 2006 | Kitt Peak            | Spacewatch        |
| 324566 | 2006 WX136             | 19 de novembre de 2006 | Catalina             | CSS               |
| 324567 | 2006 WP140             | 20 de novembre de 2006 | Kitt Peak            | Spacewatch        |
| 324568 | 2006 WF149             | 20 de novembre de 2006 | Kitt Peak            | Spacewatch        |
| 324569 | 2006 WM152             | 21 de novembre de 2006 | Mount Lemmon         | Mt. Lemmon Survey |
| 324570 | 2006 WW155             | 22 de novembre de 2006 | Kitt Peak            | Spacewatch        |
| 324571 | 2006 WX170             | 11 de novembre de 2006 | Kitt Peak            | Spacewatch        |
| 324572 | 2006 WN171             | 23 de novembre de 2006 | Kitt Peak            | Spacewatch        |
| 324573 | 2006 WR179             | 24 de novembre de 2006 | Mount Lemmon         | Mt. Lemmon Survey |
| 324574 | 2006 WX190             | 25 de novembre de 2006 | Kitt Peak            | Spacewatch        |
| 324575 | 2006 WO193             | 27 de novembre de 2006 | Mount Lemmon         | Mt. Lemmon Survey |
| 324576 | 2006 WH194             | 27 de novembre de 2006 | Kitt Peak            | Spacewatch        |
| 324577 | 2006 WZ197             | 16 de novembre de 2006 | Mount Lemmon         | Mt. Lemmon Survey |
| 324578 | 2006 WE198             | 27 de novembre de 2006 | Mount Lemmon         | Mt. Lemmon Survey |
| 324579 | 2006 WQ198             | 18 de novembre de 2006 | Mount Lemmon         | Mt. Lemmon Survey |
| 324580 | 2006 WT204             | 22 de novembre de 2006 | Mount Lemmon         | Mt. Lemmon Survey |
| 324581 | 2006 XC                | 8 de desembre de 2006  | Sandlot              | Sandlot           |
| 324582 | 2006 XK                | 9 de desembre de 2006  | Socorro              | LINEAR            |
| 324583 | 2006 XZ                | 9 de desembre de 2006  | 7300                 | W. K. Y. Yeung    |
| 324584 | 2006 XZ11              | 10 de desembre de 2006 | Kitt Peak            | Spacewatch        |
| 324585 | 2006 XA12              | 16 de novembre de 2006 | Kitt Peak            | Spacewatch        |
| 324586 | 2006 XB12              | 18 de novembre de 2006 | Socorro              | LINEAR            |
| 324587 | 2006 XU15              | 10 de desembre de 2006 | Kitt Peak            | Spacewatch        |
| 324588 | 2006 XH17              | 10 de desembre de 2006 | Kitt Peak            | Spacewatch        |
| 324589 | 2006 XZ19              | 11 de desembre de 2006 | Kitt Peak            | Spacewatch        |
| 324590 | 2006 XN20              | 11 de desembre de 2006 | Kitt Peak            | Spacewatch        |
| 324591 | 2006 XF22              | 12 de desembre de 2006 | Kitt Peak            | Spacewatch        |
| 324592 | 2006 XN34              | 11 de desembre de 2006 | Kitt Peak            | Spacewatch        |
| 324593 | 2006 XJ46              | 13 de desembre de 2006 | Socorro              | LINEAR            |
| 324594 | 2006 XX47              | 13 de desembre de 2006 | Kitt Peak            | Spacewatch        |
| 324595 | 2006 XG53              | 14 de desembre de 2006 | Socorro              | LINEAR            |
| 324596 | 2006 XF55              | 15 de desembre de 2006 | Socorro              | LINEAR            |
| 324597 | 2006 XP55              | 1 de desembre de 2006  | Mount Lemmon         | Mt. Lemmon Survey |
| 324598 | 2006 XD59              | 14 de desembre de 2006 | Kitt Peak            | Spacewatch        |
| 324599 | 2006 XF62              | 15 de desembre de 2006 | Mount Lemmon         | Mt. Lemmon Survey |
| 324600 | 2006 XJ65              | 12 de desembre de 2006 | Palomar              | NEAT              |

## 324601-324700
| Nom    | Designació provisional | Data de descobriment   | Lloc de descobriment | Descobridor/s     |
| ------ | ---------------------- | ---------------------- | -------------------- | ----------------- |
| 324601 | 2006 XL68              | 13 de desembre de 2006 | Socorro              | LINEAR            |
| 324602 | 2006 YF2               | 17 de desembre de 2006 | 7300                 | W. K. Y. Yeung    |
| 324603 | 2006 YB8               | 20 de desembre de 2006 | Mount Lemmon         | Mt. Lemmon Survey |
| 324604 | 2006 YJ8               | 20 de desembre de 2006 | Mount Lemmon         | Mt. Lemmon Survey |
| 324605 | 2006 YE9               | 20 de desembre de 2006 | Mount Lemmon         | Mt. Lemmon Survey |
| 324606 | 2006 YA10              | 30 d'agost de 2005     | Campo Imperatore     | CINEOS            |
| 324607 | 2006 YF16              | 21 de desembre de 2006 | Palomar              | NEAT              |
| 324608 | 2006 YP16              | 11 de desembre de 2006 | Kitt Peak            | Spacewatch        |
| 324609 | 2006 YT19              | 21 de novembre de 2006 | Mount Lemmon         | Mt. Lemmon Survey |
| 324610 | 2006 YF20              | 21 de desembre de 2006 | Kitt Peak            | Spacewatch        |
| 324611 | 2006 YV22              | 21 de desembre de 2006 | Kitt Peak            | Spacewatch        |
| 324612 | 2006 YO24              | 9 de desembre de 2006  | Kitt Peak            | Spacewatch        |
| 324613 | 2006 YR25              | 21 de desembre de 2006 | Kitt Peak            | Spacewatch        |
| 324614 | 2006 YE33              | 21 de desembre de 2006 | Kitt Peak            | Spacewatch        |
| 324615 | 2006 YV33              | 21 de desembre de 2006 | Kitt Peak            | Spacewatch        |
| 324616 | 2006 YO37              | 21 de desembre de 2006 | Kitt Peak            | Spacewatch        |
| 324617 | 2006 YZ38              | 21 de desembre de 2006 | Kitt Peak            | Spacewatch        |
| 324618 | 2006 YJ53              | 21 de desembre de 2006 | Kitt Peak            | Spacewatch        |
| 324619 | 2006 YF55              | 17 de desembre de 2006 | Mount Lemmon         | Mt. Lemmon Survey |
| 324620 | 2007 AG1               | 8 de gener de 2007     | Mount Lemmon         | Mt. Lemmon Survey |
| 324621 | 2007 AE10              | 9 de gener de 2007     | Mount Lemmon         | Mt. Lemmon Survey |
| 324622 | 2007 AQ10              | 10 de gener de 2007    | Socorro              | LINEAR            |
| 324623 | 2007 AQ21              | 15 de gener de 2007    | Catalina             | CSS               |
| 324624 | 2007 AQ23              | 15 de novembre de 2006 | Mount Lemmon         | Mt. Lemmon Survey |
| 324625 | 2007 AV29              | 10 de gener de 2007    | Mount Lemmon         | Mt. Lemmon Survey |
| 324626 | 2007 BT5               | 17 de gener de 2007    | Palomar              | NEAT              |
| 324627 | 2007 BW5               | 17 de gener de 2007    | Palomar              | NEAT              |
| 324628 | 2007 BY6               | 17 de gener de 2007    | Mount Lemmon         | Mt. Lemmon Survey |
| 324629 | 2007 BJ13              | 17 de gener de 2007    | Kitt Peak            | Spacewatch        |
| 324630 | 2007 BK14              | 17 de gener de 2007    | Kitt Peak            | Spacewatch        |
| 324631 | 2007 BR14              | 17 de gener de 2007    | Kitt Peak            | Spacewatch        |
| 324632 | 2007 BP27              | 24 de gener de 2007    | Catalina             | CSS               |
| 324633 | 2007 BT27              | 24 de gener de 2007    | Catalina             | CSS               |
| 324634 | 2007 BW38              | 24 de gener de 2007    | Catalina             | CSS               |
| 324635 | 2007 BT39              | 24 de gener de 2007    | Mount Lemmon         | Mt. Lemmon Survey |
| 324636 | 2007 BA41              | 24 de gener de 2007    | Mount Lemmon         | Mt. Lemmon Survey |
| 324637 | 2007 BU42              | 24 de gener de 2007    | Mount Lemmon         | Mt. Lemmon Survey |
| 324638 | 2007 BT47              | 26 de gener de 2007    | Kitt Peak            | Spacewatch        |
| 324639 | 2007 BA67              | 27 de gener de 2007    | Mount Lemmon         | Mt. Lemmon Survey |
| 324640 | 2007 BP71              | 3 de novembre de 2005  | Kitt Peak            | Spacewatch        |
| 324641 | 2007 BP74              | 17 de gener de 2007    | Kitt Peak            | Spacewatch        |
| 324642 | 2007 BB76              | 28 de gener de 2007    | Mount Lemmon         | Mt. Lemmon Survey |
| 324643 | 2007 BG76              | 17 de gener de 2007    | Catalina             | CSS               |
| 324644 | 2007 CV                | 6 de febrer de 2007    | Kitt Peak            | Spacewatch        |
| 324645 | 2007 CU4               | 6 de febrer de 2007    | Mount Lemmon         | Mt. Lemmon Survey |
| 324646 | 2007 CU5               | 5 de febrer de 2007    | Palomar              | NEAT              |
| 324647 | 2007 CE11              | 6 de febrer de 2007    | Mount Lemmon         | Mt. Lemmon Survey |
| 324648 | 2007 CE13              | 4 d'abril de 2003      | Kitt Peak            | Spacewatch        |
| 324649 | 2007 CK18              | 8 de febrer de 2007    | Mount Lemmon         | Mt. Lemmon Survey |
| 324650 | 2007 CQ19              | 6 de febrer de 2007    | Kitt Peak            | Spacewatch        |
| 324651 | 2007 CL24              | 5 d'abril de 2003      | Kitt Peak            | Spacewatch        |
| 324652 | 2007 CZ28              | 6 de febrer de 2007    | Mount Lemmon         | Mt. Lemmon Survey |
| 324653 | 2007 CA32              | 22 de novembre de 2006 | Mount Lemmon         | Mt. Lemmon Survey |
| 324654 | 2007 CP37              | 6 de febrer de 2007    | Kitt Peak            | Spacewatch        |
| 324655 | 2007 CK50              | 8 de febrer de 2007    | Palomar              | NEAT              |
| 324656 | 2007 CJ52              | 10 de febrer de 2007   | Catalina             | CSS               |
| 324657 | 2007 CV52              | 28 de novembre de 2006 | Mount Lemmon         | Mt. Lemmon Survey |
| 324658 | 2007 CL61              | 15 de febrer de 2007   | Palomar              | NEAT              |
| 324659 | 2007 CC65              | 6 de febrer de 2007    | Kitt Peak            | Spacewatch        |
| 324660 | 2007 DR                | 18 de febrer de 2007   | Mayhill              | A. Lowe           |
| 324661 | 2007 DA5               | 25 de gener de 2007    | Kitt Peak            | Spacewatch        |
| 324662 | 2007 DK9               | 24 de desembre de 2006 | Mount Lemmon         | Mt. Lemmon Survey |
| 324663 | 2007 DZ17              | 17 de febrer de 2007   | Kitt Peak            | Spacewatch        |
| 324664 | 2007 DP19              | 17 de febrer de 2007   | Kitt Peak            | Spacewatch        |
| 324665 | 2007 DG20              | 17 de febrer de 2007   | Kitt Peak            | Spacewatch        |
| 324666 | 2007 DU28              | 12 de setembre de 2004 | Kitt Peak            | Spacewatch        |
| 324667 | 2007 DW31              | 17 de febrer de 2007   | Kitt Peak            | Spacewatch        |
| 324668 | 2007 DO34              | 17 de febrer de 2007   | Kitt Peak            | Spacewatch        |
| 324669 | 2007 DG40              | 19 de febrer de 2007   | Kitt Peak            | Spacewatch        |
| 324670 | 2007 DX48              | 21 de febrer de 2007   | Mount Lemmon         | Mt. Lemmon Survey |
| 324671 | 2007 DH58              | 22 de novembre de 2005 | Kitt Peak            | Spacewatch        |
| 324672 | 2007 DE61              | 22 de febrer de 2007   | Kitt Peak            | Spacewatch        |
| 324673 | 2007 DR62              | 26 de gener de 2007    | Kitt Peak            | Spacewatch        |
| 324674 | 2007 DX63              | 21 de febrer de 2007   | Kitt Peak            | Spacewatch        |
| 324675 | 2007 DY72              | 21 de febrer de 2007   | Kitt Peak            | Spacewatch        |
| 324676 | 2007 DC79              | 23 de febrer de 2007   | Kitt Peak            | Spacewatch        |
| 324677 | 2007 DM84              | 25 de febrer de 2007   | Mount Lemmon         | Mt. Lemmon Survey |
| 324678 | 2007 DB93              | 23 de febrer de 2007   | Socorro              | LINEAR            |
| 324679 | 2007 DN93              | 23 de febrer de 2007   | Kitt Peak            | Spacewatch        |
| 324680 | 2007 DB103             | 27 de gener de 2007    | Kitt Peak            | Spacewatch        |
| 324681 | 2007 DL105             | 16 de febrer de 2007   | Mount Lemmon         | Mt. Lemmon Survey |
| 324682 | 2007 DE106             | 23 de febrer de 2007   | Kitt Peak            | Spacewatch        |
| 324683 | 2007 DR113             | 21 de febrer de 2007   | Mount Lemmon         | Mt. Lemmon Survey |
| 324684 | 2007 EC2               | 9 de març de 2007      | Kitt Peak            | Spacewatch        |
| 324685 | 2007 ED2               | 9 de març de 2007      | Kitt Peak            | Spacewatch        |
| 324686 | 2007 ED7               | 9 de març de 2007      | Mount Lemmon         | Mt. Lemmon Survey |
| 324687 | 2007 ED9               | 25 de desembre de 2005 | Kitt Peak            | Spacewatch        |
| 324688 | 2007 EJ10              | 6 de març de 2007      | Palomar              | NEAT              |
| 324689 | 2007 EP16              | 9 de març de 2007      | Kitt Peak            | Spacewatch        |
| 324690 | 2007 EB17              | 9 de març de 2007      | Kitt Peak            | Spacewatch        |
| 324691 | 2007 EC19              | 21 de febrer de 2007   | Mount Lemmon         | Mt. Lemmon Survey |
| 324692 | 2007 EF29              | 9 de març de 2007      | Mount Lemmon         | Mt. Lemmon Survey |
| 324693 | 2007 EN38              | 11 de març de 2007     | Kitt Peak            | Spacewatch        |
| 324694 | 2007 EC42              | 9 de març de 2007      | Kitt Peak            | Spacewatch        |
| 324695 | 2007 EM42              | 9 de març de 2007      | Kitt Peak            | Spacewatch        |
| 324696 | 2007 EH46              | 9 de març de 2007      | Mount Lemmon         | Mt. Lemmon Survey |
| 324697 | 2007 EP46              | 9 de març de 2007      | Kitt Peak            | Spacewatch        |
| 324698 | 2007 EL56              | 12 de març de 2007     | Kitt Peak            | Spacewatch        |
| 324699 | 2007 ED75              | 10 de març de 2007     | Kitt Peak            | Spacewatch        |
| 324700 | 2007 EN92              | 10 de març de 2007     | Palomar              | NEAT              |

## 324701-324800
| Nom    | Designació provisional | Data de descobriment | Lloc de descobriment | Descobridor/s        |
| ------ | ---------------------- | -------------------- | -------------------- | -------------------- |
| 324701 | 2007 EQ93              | 10 de març de 2007   | Kitt Peak            | Spacewatch           |
| 324702 | 2007 EL97              | 11 de març de 2007   | Kitt Peak            | Spacewatch           |
| 324703 | 2007 EQ100             | 11 de març de 2007   | Catalina             | CSS                  |
| 324704 | 2007 EX101             | 11 de març de 2007   | Kitt Peak            | Spacewatch           |
| 324705 | 2007 EV109             | 11 de març de 2007   | Kitt Peak            | Spacewatch           |
| 324706 | 2007 EJ111             | 26 de febrer de 2007 | Mount Lemmon         | Mt. Lemmon Survey    |
| 324707 | 2007 EH112             | 11 de març de 2007   | Kitt Peak            | Spacewatch           |
| 324708 | 2007 EJ117             | 13 de març de 2007   | Mount Lemmon         | Mt. Lemmon Survey    |
| 324709 | 2007 EZ117             | 13 de març de 2007   | Mount Lemmon         | Mt. Lemmon Survey    |
| 324710 | 2007 EN126             | 9 de març de 2007    | Kitt Peak            | Spacewatch           |
| 324711 | 2007 EA131             | 9 de març de 2007    | Mount Lemmon         | Mt. Lemmon Survey    |
| 324712 | 2007 EQ131             | 9 de març de 2007    | Mount Lemmon         | Mt. Lemmon Survey    |
| 324713 | 2007 EU133             | 9 de març de 2007    | Mount Lemmon         | Mt. Lemmon Survey    |
| 324714 | 2007 EA134             | 9 de març de 2007    | Mount Lemmon         | Mt. Lemmon Survey    |
| 324715 | 2007 EG134             | 9 de març de 2007    | Mount Lemmon         | Mt. Lemmon Survey    |
| 324716 | 2007 EF135             | 10 de març de 2007   | Mount Lemmon         | Mt. Lemmon Survey    |
| 324717 | 2007 EK135             | 10 de març de 2007   | Mount Lemmon         | Mt. Lemmon Survey    |
| 324718 | 2007 EB139             | 12 de març de 2007   | Kitt Peak            | Spacewatch           |
| 324719 | 2007 EW139             | 12 de març de 2007   | Kitt Peak            | Spacewatch           |
| 324720 | 2007 ER144             | 12 de març de 2007   | Mount Lemmon         | Mt. Lemmon Survey    |
| 324721 | 2007 ES144             | 26 de febrer de 2007 | Mount Lemmon         | Mt. Lemmon Survey    |
| 324722 | 2007 EO145             | 12 de març de 2007   | Mount Lemmon         | Mt. Lemmon Survey    |
| 324723 | 2007 EY146             | 12 de març de 2007   | Mount Lemmon         | Mt. Lemmon Survey    |
| 324724 | 2007 ES147             | 12 de març de 2007   | Mount Lemmon         | Mt. Lemmon Survey    |
| 324725 | 2007 EA151             | 12 de març de 2007   | Kitt Peak            | Spacewatch           |
| 324726 | 2007 EG165             | 15 de març de 2007   | Mount Lemmon         | Mt. Lemmon Survey    |
| 324727 | 2007 EO166             | 11 de març de 2007   | Mount Lemmon         | Mt. Lemmon Survey    |
| 324728 | 2007 EC168             | 13 de març de 2007   | Kitt Peak            | Spacewatch           |
| 324729 | 2007 EH170             | 15 de març de 2007   | Kitt Peak            | Spacewatch           |
| 324730 | 2007 EZ170             | 15 de març de 2007   | Catalina             | CSS                  |
| 324731 | 2007 ES171             | 11 de març de 2007   | Mount Lemmon         | Mt. Lemmon Survey    |
| 324732 | 2007 EY174             | 14 de març de 2007   | Kitt Peak            | Spacewatch           |
| 324733 | 2007 EX179             | 14 de març de 2007   | Mount Lemmon         | Mt. Lemmon Survey    |
| 324734 | 2007 EO181             | 14 de març de 2007   | Kitt Peak            | Spacewatch           |
| 324735 | 2007 EY182             | 15 de març de 2007   | Mount Lemmon         | Mt. Lemmon Survey    |
| 324736 | 2007 EX190             | 25 de febrer de 2007 | Mount Lemmon         | Mt. Lemmon Survey    |
| 324737 | 2007 EA191             | 13 de març de 2007   | Kitt Peak            | Spacewatch           |
| 324738 | 2007 EF192             | 10 de març de 2007   | Kitt Peak            | Spacewatch           |
| 324739 | 2007 EF197             | 15 de març de 2007   | Kitt Peak            | Spacewatch           |
| 324740 | 2007 EU202             | 9 de març de 2007    | Mount Lemmon         | Mt. Lemmon Survey    |
| 324741 | 2007 ET210             | 8 de març de 2007    | Palomar              | NEAT                 |
| 324742 | 2007 EJ217             | 10 de març de 2007   | Kitt Peak            | Spacewatch           |
| 324743 | 2007 EC222             | 11 de març de 2007   | Mount Lemmon         | Mt. Lemmon Survey    |
| 324744 | 2007 ES222             | 15 de març de 2007   | Mount Lemmon         | Mt. Lemmon Survey    |
| 324745 | 2007 EH223             | 14 de març de 2007   | Siding Spring        | Siding Spring Survey |
| 324746 | 2007 EH224             | 14 de març de 2007   | Kitt Peak            | Spacewatch           |
| 324747 | 2007 FO6               | 16 de març de 2007   | Mount Lemmon         | Mt. Lemmon Survey    |
| 324748 | 2007 FQ25              | 20 de març de 2007   | Kitt Peak            | Spacewatch           |
| 324749 | 2007 FW30              | 20 de març de 2007   | Mount Lemmon         | Mt. Lemmon Survey    |
| 324750 | 2007 FR32              | 20 de març de 2007   | Kitt Peak            | Spacewatch           |
| 324751 | 2007 FF33              | 21 de març de 2007   | Socorro              | LINEAR               |
| 324752 | 2007 FS40              | 9 de març de 2007    | Kitt Peak            | Spacewatch           |
| 324753 | 2007 FQ44              | 20 de març de 2007   | Mount Lemmon         | Mt. Lemmon Survey    |
| 324754 | 2007 FQ45              | 26 de març de 2007   | Mount Lemmon         | Mt. Lemmon Survey    |
| 324755 | 2007 FN46              | 26 de març de 2007   | Mount Lemmon         | Mt. Lemmon Survey    |
| 324756 | 2007 FQ49              | 26 de març de 2007   | Catalina             | CSS                  |
| 324757 | 2007 GB4               | 6 d'abril de 2007    | Charleston           | Charleston           |
| 324758 | 2007 GC5               | 11 d'abril de 2007   | Bergisch Gladbac     | W. Bickel            |
| 324759 | 2007 GL15              | 11 d'abril de 2007   | Mount Lemmon         | Mt. Lemmon Survey    |
| 324760 | 2007 GV16              | 11 d'abril de 2007   | Kitt Peak            | Spacewatch           |
| 324761 | 2007 GC18              | 11 d'abril de 2007   | Kitt Peak            | Spacewatch           |
| 324762 | 2007 GS19              | 11 d'abril de 2007   | Kitt Peak            | Spacewatch           |
| 324763 | 2007 GB25              | 28 de març de 2007   | Siding Spring        | Siding Spring Survey |
| 324764 | 2007 GH29              | 11 d'abril de 2007   | Mount Lemmon         | Mt. Lemmon Survey    |
| 324765 | 2007 GK33              | 11 d'abril de 2007   | Mount Lemmon         | Mt. Lemmon Survey    |
| 324766 | 2007 GS33              | 11 d'abril de 2007   | Mount Lemmon         | Mt. Lemmon Survey    |
| 324767 | 2007 GJ37              | 14 d'abril de 2007   | Kitt Peak            | Spacewatch           |
| 324768 | 2007 GA38              | 14 d'abril de 2007   | Kitt Peak            | Spacewatch           |
| 324769 | 2007 GW39              | 14 d'abril de 2007   | Kitt Peak            | Spacewatch           |
| 324770 | 2007 GR40              | 14 d'abril de 2007   | Kitt Peak            | Spacewatch           |
| 324771 | 2007 GC42              | 14 d'abril de 2007   | Kitt Peak            | Spacewatch           |
| 324772 | 2007 GD45              | 14 d'abril de 2007   | Kitt Peak            | Spacewatch           |
| 324773 | 2007 GF46              | 14 d'abril de 2007   | Kitt Peak            | Spacewatch           |
| 324774 | 2007 GX46              | 14 d'abril de 2007   | Kitt Peak            | Spacewatch           |
| 324775 | 2007 GM48              | 14 d'abril de 2007   | Kitt Peak            | Spacewatch           |
| 324776 | 2007 GE49              | 14 d'abril de 2007   | Mount Lemmon         | Mt. Lemmon Survey    |
| 324777 | 2007 GZ51              | 15 d'abril de 2007   | Kitt Peak            | Spacewatch           |
| 324778 | 2007 GF53              | 14 d'abril de 2007   | Mount Lemmon         | Mt. Lemmon Survey    |
| 324779 | 2007 GJ57              | 15 d'abril de 2007   | Kitt Peak            | Spacewatch           |
| 324780 | 2007 GK58              | 15 d'abril de 2007   | Kitt Peak            | Spacewatch           |
| 324781 | 2007 GW58              | 15 d'abril de 2007   | Mount Lemmon         | Mt. Lemmon Survey    |
| 324782 | 2007 GQ61              | 15 d'abril de 2007   | Kitt Peak            | Spacewatch           |
| 324783 | 2007 GH66              | 7 d'octubre de 2004  | Kitt Peak            | Spacewatch           |
| 324784 | 2007 GN66              | 15 d'abril de 2007   | Kitt Peak            | Spacewatch           |
| 324785 | 2007 GS66              | 15 d'abril de 2007   | Kitt Peak            | Spacewatch           |
| 324786 | 2007 GC73              | 15 d'abril de 2007   | Catalina             | CSS                  |
| 324787 | 2007 GR75              | 15 d'abril de 2007   | Moletai              | Moletai              |
| 324788 | 2007 GU75              | 15 d'abril de 2007   | Kitt Peak            | Spacewatch           |
| 324789 | 2007 GA76              | 14 d'abril de 2007   | Kitt Peak            | Spacewatch           |
| 324790 | 2007 HJ7               | 16 d'abril de 2007   | Catalina             | CSS                  |
| 324791 | 2007 HT10              | 18 d'abril de 2007   | Mount Lemmon         | Mt. Lemmon Survey    |
| 324792 | 2007 HV12              | 16 d'abril de 2007   | Catalina             | CSS                  |
| 324793 | 2007 HH13              | 18 d'abril de 2007   | Kitt Peak            | Spacewatch           |
| 324794 | 2007 HZ15              | 18 d'abril de 2007   | Kitt Peak            | Spacewatch           |
| 324795 | 2007 HW19              | 18 d'abril de 2007   | Kitt Peak            | Spacewatch           |
| 324796 | 2007 HZ19              | 18 d'abril de 2007   | Kitt Peak            | Spacewatch           |
| 324797 | 2007 HG20              | 18 d'abril de 2007   | Kitt Peak            | Spacewatch           |
| 324798 | 2007 HO20              | 18 d'abril de 2007   | Kitt Peak            | Spacewatch           |
| 324799 | 2007 HD29              | 19 d'abril de 2007   | Anderson Mesa        | LONEOS               |
| 324800 | 2007 HP44              | 18 d'abril de 2007   | Mount Lemmon         | Mt. Lemmon Survey    |

## 324801-324900
| Nom    | Designació provisional | Data de descobriment   | Lloc de descobriment | Descobridor/s          |
| ------ | ---------------------- | ---------------------- | -------------------- | ---------------------- |
| 324801 | 2007 HO45              | 18 d'abril de 2007     | Kitt Peak            | Spacewatch             |
| 324802 | 2007 HW45              | 18 d'abril de 2007     | Mount Lemmon         | Mt. Lemmon Survey      |
| 324803 | 2007 HY46              | 20 d'abril de 2007     | Mount Lemmon         | Mt. Lemmon Survey      |
| 324804 | 2007 HL48              | 20 d'abril de 2007     | Kitt Peak            | Spacewatch             |
| 324805 | 2007 HH49              | 20 d'abril de 2007     | Kitt Peak            | Spacewatch             |
| 324806 | 2007 HN49              | 20 d'abril de 2007     | Kitt Peak            | Spacewatch             |
| 324807 | 2007 HL50              | 20 d'abril de 2007     | Kitt Peak            | Spacewatch             |
| 324808 | 2007 HE53              | 20 d'abril de 2007     | Kitt Peak            | Spacewatch             |
| 324809 | 2007 HB57              | 22 d'abril de 2007     | Mount Lemmon         | Mt. Lemmon Survey      |
| 324810 | 2007 HT59              | 18 d'abril de 2007     | Mount Lemmon         | Mt. Lemmon Survey      |
| 324811 | 2007 HW59              | 18 d'abril de 2007     | Mount Lemmon         | Mt. Lemmon Survey      |
| 324812 | 2007 HY59              | 18 d'abril de 2007     | Mount Lemmon         | Mt. Lemmon Survey      |
| 324813 | 2007 HY64              | 22 d'abril de 2007     | Mount Lemmon         | Mt. Lemmon Survey      |
| 324814 | 2007 HO66              | 22 d'abril de 2007     | Mount Lemmon         | Mt. Lemmon Survey      |
| 324815 | 2007 HU67              | 23 d'abril de 2007     | Kitt Peak            | Spacewatch             |
| 324816 | 2007 HD71              | 20 d'abril de 2007     | Lulin                | LUSS                   |
| 324817 | 2007 HZ75              | 22 d'abril de 2007     | Kitt Peak            | Spacewatch             |
| 324818 | 2007 HU80              | 25 d'abril de 2007     | Mount Lemmon         | Mt. Lemmon Survey      |
| 324819 | 2007 HZ80              | 25 d'abril de 2007     | Mount Lemmon         | Mt. Lemmon Survey      |
| 324820 | 2007 HB81              | 25 d'abril de 2007     | Mount Lemmon         | Mt. Lemmon Survey      |
| 324821 | 2007 HR81              | 25 d'abril de 2007     | Mount Lemmon         | Mt. Lemmon Survey      |
| 324822 | 2007 HQ84              | 22 d'abril de 2007     | Kitt Peak            | Spacewatch             |
| 324823 | 2007 HL86              | 24 d'abril de 2007     | Kitt Peak            | Spacewatch             |
| 324824 | 2007 HE87              | 24 d'abril de 2007     | Kitt Peak            | Spacewatch             |
| 324825 | 2007 HY90              | 16 d'abril de 2007     | Mount Lemmon         | Mt. Lemmon Survey      |
| 324826 | 2007 HV91              | 20 d'abril de 2007     | Mount Lemmon         | Mt. Lemmon Survey      |
| 324827 | 2007 HL96              | 18 d'abril de 2007     | Kitt Peak            | Spacewatch             |
| 324828 | 2007 HM96              | 18 d'abril de 2007     | Kitt Peak            | Spacewatch             |
| 324829 | 2007 HC97              | 25 de març de 2007     | Mount Lemmon         | Mt. Lemmon Survey      |
| 324830 | 2007 HU97              | 22 d'abril de 2007     | Mount Lemmon         | Mt. Lemmon Survey      |
| 324831 | 2007 JU1               | 7 de maig de 2007      | Catalina             | CSS                    |
| 324832 | 2007 JG3               | 5 de gener de 2006     | Catalina             | CSS                    |
| 324833 | 2007 JQ3               | 6 de maig de 2007      | Kitt Peak            | Spacewatch             |
| 324834 | 2007 JN9               | 9 de maig de 2007      | Catalina             | CSS                    |
| 324835 | 2007 JB10              | 11 de maig de 2007     | Catalina             | CSS                    |
| 324836 | 2007 JD12              | 7 de maig de 2007      | Kitt Peak            | Spacewatch             |
| 324837 | 2007 JP12              | 7 de maig de 2007      | Kitt Peak            | Spacewatch             |
| 324838 | 2007 JB13              | 7 de maig de 2007      | Kitt Peak            | Spacewatch             |
| 324839 | 2007 JZ36              | 9 de maig de 2007      | Catalina             | CSS                    |
| 324840 | 2007 JZ42              | 15 de maig de 2007     | Mount Lemmon         | Mt. Lemmon Survey      |
| 324841 | 2007 JC43              | 10 de maig de 2007     | Anderson Mesa        | LONEOS                 |
| 324842 | 2007 JG44              | 12 de maig de 2007     | Purple Mountain      | PMO NEO Survey Program |
| 324843 | 2007 KM                | 16 de maig de 2007     | Kitt Peak            | Spacewatch             |
| 324844 | 2007 KW3               | 23 de maig de 2007     | Mount Lemmon         | Mt. Lemmon Survey      |
| 324845 | 2007 KD4               | 23 de maig de 2007     | 7300                 | W. K. Y. Yeung         |
| 324846 | 2007 KY5               | 24 de maig de 2007     | Mount Lemmon         | Mt. Lemmon Survey      |
| 324847 | 2007 LS1               | 7 de juny de 2007      | Kitt Peak            | Spacewatch             |
| 324848 | 2007 LW5               | 13 de maig de 2007     | Kitt Peak            | Spacewatch             |
| 324849 | 2007 LN6               | 8 de juny de 2007      | Kitt Peak            | Spacewatch             |
| 324850 | 2007 LS6               | 8 de juny de 2007      | Kitt Peak            | Spacewatch             |
| 324851 | 2007 LU7               | 8 de juny de 2007      | Kitt Peak            | Spacewatch             |
| 324852 | 2007 LZ7               | 25 d'abril de 2007     | Kitt Peak            | Spacewatch             |
| 324853 | 2007 LO8               | 9 de juny de 2007      | Kitt Peak            | Spacewatch             |
| 324854 | 2007 LD27              | 12 de juny de 2007     | Kitt Peak            | Spacewatch             |
| 324855 | 2007 LH28              | 15 de juny de 2007     | Kitt Peak            | Spacewatch             |
| 324856 | 2007 LL33              | 6 de juny de 2007      | Catalina             | CSS                    |
| 324857 | 2007 LG34              | 8 de juny de 2007      | Kitt Peak            | Spacewatch             |
| 324858 | 2007 LB37              | 12 de juny de 2007     | Kitt Peak            | Spacewatch             |
| 324859 | 2007 MS4               | 17 de juny de 2007     | Kitt Peak            | Spacewatch             |
| 324860 | 2007 RO227             | 10 de setembre de 2007 | Mount Lemmon         | Mt. Lemmon Survey      |
| 324861 | 2007 RM290             | 10 de setembre de 2007 | Mount Lemmon         | Mt. Lemmon Survey      |
| 324862 | 2007 RU301             | 14 de setembre de 2007 | Mount Lemmon         | Mt. Lemmon Survey      |
| 324863 | 2007 TC6               | 6 d'octubre de 2007    | Pla D'Arguines       | R. Ferrando            |
| 324864 | 2007 TW66              | 12 d'octubre de 2007   | 7300                 | W. K. Y. Yeung         |
| 324865 | 2007 TQ119             | 9 d'octubre de 2007    | Mount Lemmon         | Mt. Lemmon Survey      |
| 324866 | 2007 TZ125             | 6 d'octubre de 2007    | Kitt Peak            | Spacewatch             |
| 324867 | 2007 TX142             | 15 d'octubre de 2007   | Dauban               | Chante-Perdrix         |
| 324868 | 2007 TX171             | 13 d'octubre de 2007   | Socorro              | LINEAR                 |
| 324869 | 2007 TN211             | 7 d'octubre de 2007    | Kitt Peak            | Spacewatch             |
| 324870 | 2007 TU218             | 7 d'octubre de 2007    | Kitt Peak            | Spacewatch             |
| 324871 | 2007 TT231             | 8 d'octubre de 2007    | Kitt Peak            | Spacewatch             |
| 324872 | 2007 TT232             | 8 d'octubre de 2007    | Kitt Peak            | Spacewatch             |
| 324873 | 2007 TV272             | 9 d'octubre de 2007    | Kitt Peak            | Spacewatch             |
| 324874 | 2007 TD275             | 11 d'octubre de 2007   | Catalina             | CSS                    |
| 324875 | 2007 TW293             | 9 d'octubre de 2007    | Mount Lemmon         | Mt. Lemmon Survey      |
| 324876 | 2007 TK318             | 10 de setembre de 2007 | Mount Lemmon         | Mt. Lemmon Survey      |
| 324877 | 2007 TZ362             | 14 d'octubre de 2007   | Mount Lemmon         | Mt. Lemmon Survey      |
| 324878 | 2007 TU373             | 14 d'octubre de 2007   | Kitt Peak            | Spacewatch             |
| 324879 | 2007 TN380             | 14 d'octubre de 2007   | Kitt Peak            | Spacewatch             |
| 324880 | 2007 TT392             | 15 d'octubre de 2007   | Catalina             | CSS                    |
| 324881 | 2007 TP398             | 15 d'octubre de 2007   | Kitt Peak            | Spacewatch             |
| 324882 | 2007 TG442             | 11 d'octubre de 2007   | Catalina             | CSS                    |
| 324883 | 2007 UH14              | 16 d'octubre de 2007   | Kitt Peak            | Spacewatch             |
| 324884 | 2007 UG25              | 16 d'octubre de 2007   | Kitt Peak            | Spacewatch             |
| 324885 | 2007 UD38              | 19 d'octubre de 2007   | Kitt Peak            | Spacewatch             |
| 324886 | 2007 UE44              | 4 d'abril de 2002      | Kitt Peak            | Spacewatch             |
| 324887 | 2007 UN65              | 31 d'octubre de 2007   | Catalina             | CSS                    |
| 324888 | 2007 UN71              | 30 d'octubre de 2007   | Catalina             | CSS                    |
| 324889 | 2007 UN101             | 30 d'octubre de 2007   | Kitt Peak            | Spacewatch             |
| 324890 | 2007 UK132             | 19 d'octubre de 2007   | Mount Lemmon         | Mt. Lemmon Survey      |
| 324891 | 2007 UP139             | 24 d'octubre de 2007   | Mount Lemmon         | Mt. Lemmon Survey      |
| 324892 | 2007 VD15              | 1 de novembre de 2007  | Kitt Peak            | Spacewatch             |
| 324893 | 2007 VJ52              | 1 de novembre de 2007  | Kitt Peak            | Spacewatch             |
| 324894 | 2007 VP54              | 1 de novembre de 2007  | Kitt Peak            | Spacewatch             |
| 324895 | 2007 VW95              | 7 de novembre de 2007  | La Sagra             | La Sagra               |
| 324896 | 2007 VL103             | 3 de novembre de 2007  | Kitt Peak            | Spacewatch             |
| 324897 | 2007 VO110             | 3 de novembre de 2007  | Kitt Peak            | Spacewatch             |
| 324898 | 2007 VJ122             | 5 de novembre de 2007  | Kitt Peak            | Spacewatch             |
| 324899 | 2007 VU126             | 11 de novembre de 2007 | Bisei SG Center      | BATTeRS                |
| 324900 | 2007 VG141             | 4 de novembre de 2007  | Kitt Peak            | Spacewatch             |

## 324901-325000
| Nom    | Designació provisional | Data de descobriment   | Lloc de descobriment | Descobridor/s          |
| ------ | ---------------------- | ---------------------- | -------------------- | ---------------------- |
| 324901 | 2007 VJ145             | 4 de novembre de 2007  | Kitt Peak            | Spacewatch             |
| 324902 | 2007 VS157             | 5 de novembre de 2007  | Kitt Peak            | Spacewatch             |
| 324903 | 2007 VU183             | 8 de novembre de 2007  | Mount Lemmon         | Mt. Lemmon Survey      |
| 324904 | 2007 VU192             | 4 de novembre de 2007  | Mount Lemmon         | Mt. Lemmon Survey      |
| 324905 | 2007 VD207             | 9 de novembre de 2007  | Catalina             | CSS                    |
| 324906 | 2007 VP211             | 9 de novembre de 2007  | Kitt Peak            | Spacewatch             |
| 324907 | 2007 VV216             | 9 de novembre de 2007  | Kitt Peak            | Spacewatch             |
| 324908 | 2007 VL231             | 7 de novembre de 2007  | Kitt Peak            | Spacewatch             |
| 324909 | 2007 VP236             | 11 de novembre de 2007 | Mount Lemmon         | Mt. Lemmon Survey      |
| 324910 | 2007 VX237             | 12 de novembre de 2007 | Catalina             | CSS                    |
| 324911 | 2007 VP244             | 15 de novembre de 2007 | Socorro              | LINEAR                 |
| 324912 | 2007 VZ244             | 14 de novembre de 2007 | Bisei SG Center      | BATTeRS                |
| 324913 | 2007 VN247             | 13 de novembre de 2007 | Mount Lemmon         | Mt. Lemmon Survey      |
| 324914 | 2007 VB252             | 12 de novembre de 2007 | Catalina             | CSS                    |
| 324915 | 2007 VV289             | 2 de novembre de 2007  | Kitt Peak            | Spacewatch             |
| 324916 | 2007 VZ290             | 14 de novembre de 2007 | Kitt Peak            | Spacewatch             |
| 324917 | 2007 VW292             | 15 de novembre de 2007 | Catalina             | CSS                    |
| 324918 | 2007 VW308             | 8 de novembre de 2007  | Kitt Peak            | Spacewatch             |
| 324919 | 2007 VC309             | 9 de novembre de 2007  | Mount Lemmon         | Mt. Lemmon Survey      |
| 324920 | 2007 VF311             | 3 de novembre de 2007  | Kitt Peak            | Spacewatch             |
| 324921 | 2007 VW320             | 2 de novembre de 2007  | Catalina             | CSS                    |
| 324922 | 2007 VS326             | 4 de novembre de 2007  | Kitt Peak            | Spacewatch             |
| 324923 | 2007 VB331             | 5 de novembre de 2007  | Mount Lemmon         | Mt. Lemmon Survey      |
| 324924 | 2007 VR333             | 11 de novembre de 2007 | Mount Lemmon         | Mt. Lemmon Survey      |
| 324925 | 2007 WO1               | 17 de novembre de 2007 | Saint-Sulpice        | B. Christophe          |
| 324926 | 2007 WW1               | 17 de novembre de 2007 | Socorro              | LINEAR                 |
| 324927 | 2007 WL7               | 18 de novembre de 2007 | Socorro              | LINEAR                 |
| 324928 | 2007 WC11              | 2 de novembre de 2007  | Mount Lemmon         | Mt. Lemmon Survey      |
| 324929 | 2007 WE21              | 18 de novembre de 2007 | Mount Lemmon         | Mt. Lemmon Survey      |
| 324930 | 2007 WJ32              | 24 d'octubre de 2007   | Mount Lemmon         | Mt. Lemmon Survey      |
| 324931 | 2007 WF56              | 30 de novembre de 2007 | Lulin                | LUSS                   |
| 324932 | 2007 XC1               | 2 de desembre de 2007  | Lulin                | LUSS                   |
| 324933 | 2007 XU15              | 8 de desembre de 2007  | Bisei SG Center      | BATTeRS                |
| 324934 | 2007 XZ20              | 12 de desembre de 2007 | La Sagra             | La Sagra               |
| 324935 | 2007 XC21              | 13 de desembre de 2007 | Pla D'Arguines       | R. Ferrando            |
| 324936 | 2007 XP23              | 9 de desembre de 2007  | Bisei SG Center      | BATTeRS                |
| 324937 | 2007 XV34              | 13 de desembre de 2007 | Socorro              | LINEAR                 |
| 324938 | 2007 XG37              | 6 de desembre de 2007  | Kitt Peak            | Spacewatch             |
| 324939 | 2007 XG40              | 13 de desembre de 2007 | Socorro              | LINEAR                 |
| 324940 | 2007 XE46              | 15 de desembre de 2007 | Catalina             | CSS                    |
| 324941 | 2007 XR49              | 15 de desembre de 2007 | Kitt Peak            | Spacewatch             |
| 324942 | 2007 XW53              | 5 de desembre de 2007  | Mount Lemmon         | Mt. Lemmon Survey      |
| 324943 | 2007 XM56              | 3 de desembre de 2007  | Kitt Peak            | Spacewatch             |
| 324944 | 2007 XQ58              | 10 de desembre de 2007 | Socorro              | LINEAR                 |
| 324945 | 2007 YL6               | 12 de març de 2002     | Palomar              | NEAT                   |
| 324946 | 2007 YU8               | 16 de desembre de 2007 | Mount Lemmon         | Mt. Lemmon Survey      |
| 324947 | 2007 YY13              | 17 de desembre de 2007 | Mount Lemmon         | Mt. Lemmon Survey      |
| 324948 | 2007 YT26              | 18 de desembre de 2007 | Mount Lemmon         | Mt. Lemmon Survey      |
| 324949 | 2007 YQ28              | 19 de desembre de 2007 | Kitt Peak            | Spacewatch             |
| 324950 | 2007 YH30              | 28 de desembre de 2007 | Kitt Peak            | Spacewatch             |
| 324951 | 2007 YW30              | 28 de desembre de 2007 | Kitt Peak            | Spacewatch             |
| 324952 | 2007 YR43              | 30 de desembre de 2007 | Kitt Peak            | Spacewatch             |
| 324953 | 2007 YC44              | 30 de desembre de 2007 | Mount Lemmon         | Mt. Lemmon Survey      |
| 324954 | 2007 YL53              | 30 de desembre de 2007 | Mount Lemmon         | Mt. Lemmon Survey      |
| 324955 | 2007 YE54              | 31 de desembre de 2007 | Mount Lemmon         | Mt. Lemmon Survey      |
| 324956 | 2007 YY54              | 31 de desembre de 2007 | Catalina             | CSS                    |
| 324957 | 2007 YG57              | 28 de desembre de 2007 | Kitt Peak            | Spacewatch             |
| 324958 | 2007 YW62              | 30 de desembre de 2007 | Mount Lemmon         | Mt. Lemmon Survey      |
| 324959 | 2007 YN66              | 30 de desembre de 2007 | Kitt Peak            | Spacewatch             |
| 324960 | 2007 YT72              | 19 de desembre de 2007 | Mount Lemmon         | Mt. Lemmon Survey      |
| 324961 | 2007 YV72              | 19 de desembre de 2007 | Mount Lemmon         | Mt. Lemmon Survey      |
| 324962 | 2007 YQ73              | 30 de desembre de 2007 | Catalina             | CSS                    |
| 324963 | 2007 YT74              | 31 de desembre de 2007 | Kitt Peak            | Spacewatch             |
| 324964 | 2008 AY3               | 4 de desembre de 2007  | Kitt Peak            | Spacewatch             |
| 324965 | 2008 AQ4               | 4 de gener de 2008     | Purple Mountain      | PMO NEO Survey Program |
| 324966 | 2008 AM7               | 10 de gener de 2008    | Kitt Peak            | Spacewatch             |
| 324967 | 2008 AC15              | 10 de gener de 2008    | Kitt Peak            | Spacewatch             |
| 324968 | 2008 AY19              | 10 de gener de 2008    | Catalina             | CSS                    |
| 324969 | 2008 AV20              | 10 de gener de 2008    | Mount Lemmon         | Mt. Lemmon Survey      |
| 324970 | 2008 AF27              | 10 de gener de 2008    | Catalina             | CSS                    |
| 324971 | 2008 AJ30              | 11 de gener de 2008    | Desert Eagle         | W. K. Y. Yeung         |
| 324972 | 2008 AJ32              | 7 de gener de 2008     | La Sagra             | La Sagra               |
| 324973 | 2008 AE37              | 10 de gener de 2008    | Kitt Peak            | Spacewatch             |
| 324974 | 2008 AM43              | 10 de gener de 2008    | Kitt Peak            | Spacewatch             |
| 324975 | 2008 AA46              | 11 de gener de 2008    | Kitt Peak            | Spacewatch             |
| 324976 | 2008 AH56              | 11 de gener de 2008    | Kitt Peak            | Spacewatch             |
| 324977 | 2008 AH58              | 11 de gener de 2008    | Kitt Peak            | Spacewatch             |
| 324978 | 2008 AW64              | 11 de gener de 2008    | Mount Lemmon         | Mt. Lemmon Survey      |
| 324979 | 2008 AJ71              | 12 de gener de 2008    | Kitt Peak            | Spacewatch             |
| 324980 | 2008 AS75              | 11 de gener de 2008    | Mount Lemmon         | Mt. Lemmon Survey      |
| 324981 | 2008 AB88              | 13 de gener de 2008    | Kitt Peak            | Spacewatch             |
| 324982 | 2008 AL96              | 14 de gener de 2008    | Kitt Peak            | Spacewatch             |
| 324983 | 2008 AR98              | 14 de gener de 2008    | Kitt Peak            | Spacewatch             |
| 324984 | 2008 AJ107             | 15 de gener de 2008    | Kitt Peak            | Spacewatch             |
| 324985 | 2008 AQ114             | 10 de gener de 2008    | Kitt Peak            | Spacewatch             |
| 324986 | 2008 AQ136             | 13 de gener de 2008    | Mount Lemmon         | Mt. Lemmon Survey      |
| 324987 | 2008 AB137             | 15 de gener de 2008    | Mount Lemmon         | Mt. Lemmon Survey      |
| 324988 | 2008 BA7               | 16 de gener de 2008    | Kitt Peak            | Spacewatch             |
| 324989 | 2008 BJ7               | 16 de gener de 2008    | Kitt Peak            | Spacewatch             |
| 324990 | 2008 BW9               | 16 de gener de 2008    | Kitt Peak            | Spacewatch             |
| 324991 | 2008 BD10              | 16 de gener de 2008    | Kitt Peak            | Spacewatch             |
| 324992 | 2008 BA13              | 10 d'octubre de 2007   | Mount Lemmon         | Mt. Lemmon Survey      |
| 324993 | 2008 BQ13              | 19 de gener de 2008    | Mount Lemmon         | Mt. Lemmon Survey      |
| 324994 | 2008 BV14              | 28 de gener de 2008    | Altschwendt          | W. Ries                |
| 324995 | 2008 BA15              | 8 de novembre de 2007  | Mount Lemmon         | Mt. Lemmon Survey      |
| 324996 | 2008 BW15              | 28 de gener de 2008    | Lulin                | LUSS                   |
| 324997 | 2008 BF18              | 30 de gener de 2008    | Mount Lemmon         | Mt. Lemmon Survey      |
| 324998 | 2008 BA26              | 30 de gener de 2008    | Kitt Peak            | Spacewatch             |
| 324999 | 2008 BX27              | 30 de gener de 2008    | Catalina             | CSS                    |
| 325000 | 2008 BL28              | 30 de gener de 2008    | Mount Lemmon         | Mt. Lemmon Survey      |